# Crocus
Pour les articles homonymes, voir Crocus (homonymie).
Pour les articles ayant des titres homophones, voir Krokus et Chrocus.
Genre
Classification phylogénétique
Crocus est un genre botanique de la famille des Iridaceae, qui comprend 90 espèces, dont un tiers fleurit en automne. Les espèces sont en majorité originaires des montagnes de la région méditerranéenne ; la plus grande concentration se trouvant dans les Balkans et en Asie mineure. Font exception Crocus vernus (L.) Hill, qui remonte jusqu'en Europe centrale (Alpes et Carpates) et quelques espèces, notamment Crocus alatavicus Semenova & Reg. et Crocus korolkowii Regel ex Maw, originaires des montagnes d'Asie centrale.
Des taxons semblables, mais n'appartenant pas à la même famille, sont parfois appelés à tort crocus ; c'est le cas du Crocus d'automne (Sternbergia lutea).

## Étymologie
Le nom de genre Crocus vient du grec κρόκος – krokos, renvoyant aussi à Crocus sativus. Il est utilisé par Théophraste (I, 6, 6) et Dioscoride (HN, 1.26).Le nom est peut-être emprunté et lié à l’akkadien kurkanu, l’hébreu karkom, l’araméen kurkena et le sanscrit kunkuma. L’arabe kurkum a donné Curcuma, « le safran des Indes ». Une autre hypothèse le relie à κρέκω – krekô « frapper avec un bâton », les stigmates du crocus étant comparés à des bâtons (Manessy-Guiton, 1993) .

## Les espèces botaniques
La classification proposée en 1982 par Brian Mathew n’est certes pas idéale, mais a l’avantage d’être basée sur des caractéristiques faciles à reconnaître, surtout la présence ou l’absence de prophylle (spathe basale) et l’aspect du style et de la tunique des cormes. Les 7 espèces découvertes dans l’intervalle ont été ultérieurement intégrées dans cette classification.  
Des analyses moléculaires réalisées récemment à l’université de Copenhague suggèrent en effet que cette classification devrait être revue.

L’examen des données de l’ADN suggère qu’il n’y a pas de raison d’isoler Crocus banaticus dans le sous-genre Crociris, même si cette espèce est unique morphologiquement parlant. Comme elle possède un prophylle à la base du tube floral elle devrait dès lors être placée dans la section Crocus, bien que sa relation exacte au reste du sous-genre Crocus reste à préciser.
Une autre espèce anomale, Crocus baytopiorum, devrait être dorénavant placée dans une série propre, à savoir la série Baytopi. La position de Crocus malyi reste par ailleurs à préciser. Crocus gargaricus subsp. herbertii a été entre-temps élevé au rang d’espèce, en tant que Crocus herbertii B. Mathew.
Peut-être moins surprenant, le crocus automnal Crocus longiflorus, l’espèce type de la série Longiflori (considérée longtemps par Mathew comme « un assemblage disparate »), semble devoir être rattaché à la série Verni.
L'étude suggère en outre que les séries Reticulati, Biflori et Speciosi devraient être regroupées. Crocus adanensis et Crocus caspius devraient en outre quitter la série Biflori. Crocus adanensis rejoindrait ainsi Crocus paschei dans la série Flavi, et Crocus caspius serait rattaché à la série Orientales.

L’étude montre par ailleurs que malgré les inconsistances notées entre la classification de Mathew et l’hypothèse actuelle, l’assignation des espèces à des sections et des séries reste supportée. La reclassification future concernera vraisemblablement tous les niveaux infra-génériques (sous-genres, sections et séries). Des études supplémentaires sont toutefois à effectuer avant de prendre une décision ferme concernant un système de classification hiérarchisé.
Ci-après la classification proposée en 1982 par Brian Mathew, adaptée en fonction de résultats de cette étude.

1. Section Crocus : Présence d’un prophylle basal
  1. Série Verni : corme à tuniques à fibres réticulées, floraison printanière, fleurs généralement indistinctement striées, bractées absentes
    1. Crocus etruscus Parl.
    2. Crocus ilvensis Peruzzi & Carta[4]
    3. Crocus kosaninii Pulevic
    4. Crocus longiflorus Raf. (auparavant dans la Série Longiflori)[3]
    5. Crocus tommasinianus Herb.
    6. Crocus vernus (L.) Hill
      1. Crocus vernus subsp. vernus
      2. Crocus vernus subsp. albiflorus (Kit. ex Schult.) Asch. & Graebn.

  2. Série Baytopi (nouvelle Série) : corme à fibres fortement réticulées, feuilles nombreuses, étroitement linéaires, floraison printanière, bractées absentes, anthères à déhiscence extorse[3]
    1. Crocus baytopiorum Mathew (auparavant dans la Série Verni)[3]

  3. Série Scardici : floraison printanière, feuilles à ligne médiane pâle ou absente
    1. Crocus pelistericus Pulevic
    2. Crocus scardicus Kos.

  4. Série Versicolores : corme à tuniques à fibres parallèles, floraison printanière, fleurs distinctement striées
    1. Crocus cambessedesii J. Gay
    2. Crocus corsicus Vanucchi ex Maw (floraison en février en Corse)Crocus corsicus
    3. Crocus imperati Ten.

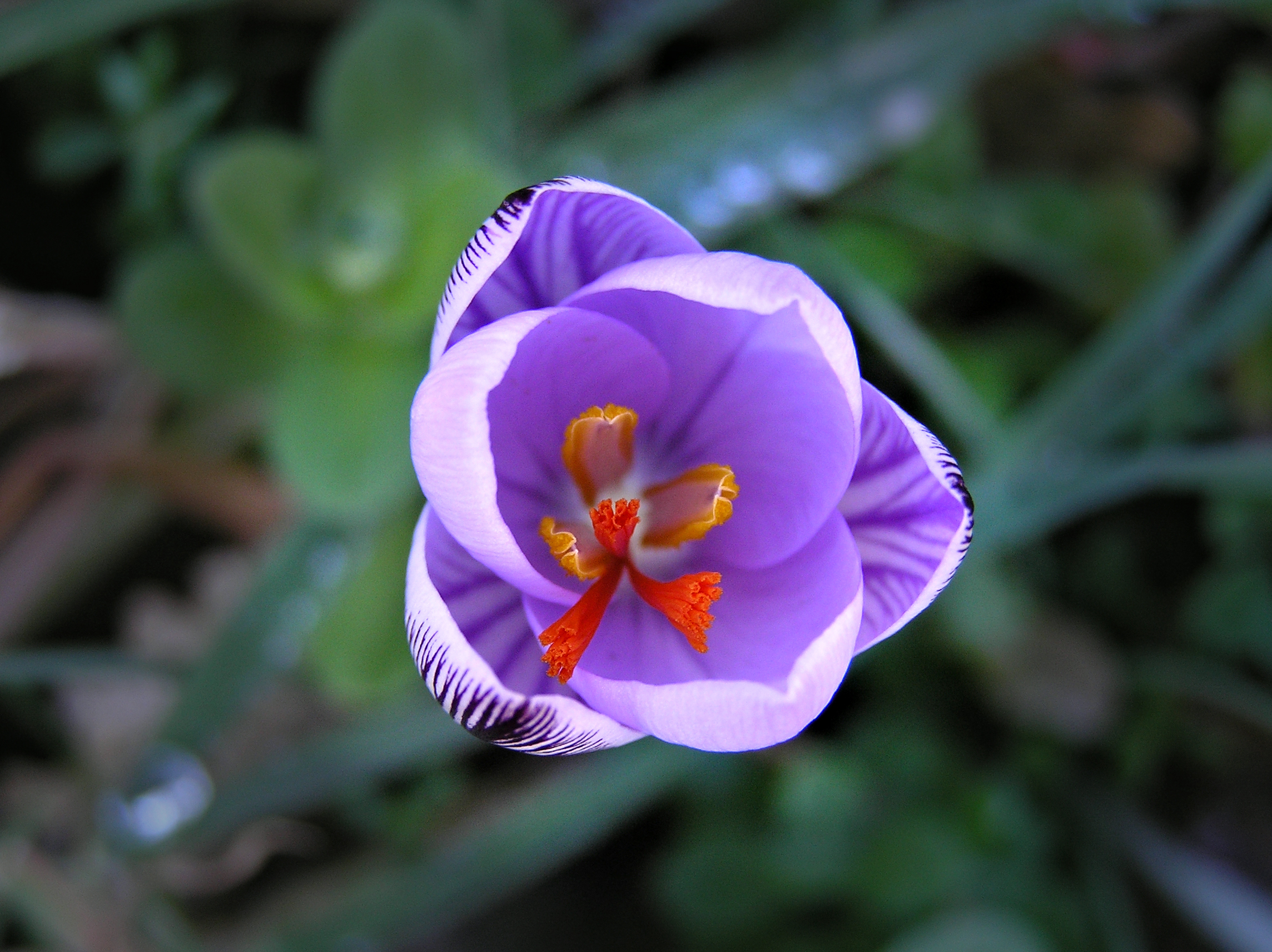
Crocus corsicus

      1. Crocus imperati subsp. imperati
      2. Crocus imperati subsp. suaveolens (Bertol.) B. Mathew

    4. Crocus minimus DC.
    5. Crocus versicolor Ker Gawl.

  5. Série Longiflori : floraison automnale, fleurs à anthères jaunes et à style très divisé
    1. Crocus goulimyi Turrill
    2. Crocus ligusticus M.G. Mariotti
    3. Crocus niveus Bowles
    4. Crocus nudiflorus Smith.
    5. Crocus serotinus Salisb.
      1. Crocus serotinus subsp. serotinus
      2. Crocus serotinus subsp. clusii (J. Gay) B. Mathew
      3. Crocus serotinus subsp. salzmannii (J. Gay) B. Mathew

  6. Série Kotschyani : floraison automnale, fleurs à anthères blanches et à style habituellement à trois branches
    1. Crocus autranii Albov.
    2. Crocus gilanicus B. Matthew
    3. Crocus karduchorum Kotschy ex Maw
    4. Crocus kotschyanus K. Koch
      1. Crocus kotschyanus subsp. kotschyanus
      2. Crocus kotschyanus subsp. cappadocicus B. Mathew
      3. Crocus kotschyanus subsp. hakkariensis B. Mathew

    5. Crocus ochroleucus Boiss. & Gaill.
    6. Crocus scharojanii Ruprecht
      1. Crocus scharojanii subsp. scharojanii
      2. Crocus scharojanii subsp. lazicus (Boiss.) B. Mathew

    7. Crocus suwarowianus K. Koch
    8. Crocus vallicola Herb.

  7. Série Crocus : floraison automnale, fleurs à anthères jaunes et à style à trois branches
    1. Crocus asumaniae B. Mathew & T. Baytop
    2. Crocus cartwrightianus Herb.
    3. Crocus hadriaticus Herb.
      1. Crocus hadriaticus subsp. hadriaticus
      2. Crocus hadriaticus subsp. parnassicus (B. Mathew) B. Mathew
      3. Crocus hadriaticus subsp. parnonicus B. Mathew

    4. Crocus moabiticus Bornm. & Dinsmore ex Bornm.
    5. Crocus mathewii H. Kemdorff & E. Pasche (1994)
    6. Crocus naqabensis Al-Eisawi (2001)
    7. Crocus oreocreticus B.L. Burtt
    8. Crocus pallasii Goldb.
      1. Crocus pallasii subsp. pallasii
      2. Crocus pallasii subsp. dispathaceus (Bowles) B. Mathew
      3. Crocus pallasii subsp. haussknechtii (Boiss. & Reut. ex Maw) B. Mathew
      4. Crocus pallasii subsp. turcicus B. Mathew

    9. Crocus sativus L., le safran, un taxon triploïde stérile, vraisemblablement dérivé de Crocus cartwrightianus
    10. Crocus thomasii Ten.

  8. Position à définir [3]
    1. Crocus malyi Vis. (auparavant dans la Série Versicolores)
    2. Crocus banaticus Heuff. (auparavant dans le Sous-genre Crociris)
2. Section Nudiscapus : Absence de prophylle basal
  1. Série Reticulati : corme à tuniques à fibres réticulées, floraison automnale ou printanière, style à trois branches ou très divisé
    1. Crocus abantensis T. Baytop & B. Mathew
    2. Crocus ancyrensis (Herb.) Maw
    3. Crocus angustifolius Weston
    4. Crocus cancellatus Herb.
      1. Crocus cancellatus subsp. cancellatus
      2. Crocus cancellatus subsp. damascenus (Herb.) B. Mathew
      3. Crocus cancellatus subsp. lycius B.Mathew
      4. Crocus cancellatus subsp. mazziaricus (Herb.) B. Mathew
      5. Crocus cancellatus subsp. pamphylicus B. Mathew

    5. Crocus cvijicii Kos.
    6. Crocus dalmaticus Vis.
    7. Crocus gargaricus Herb.
    8. Crocus herbertii B. Mathew (élevé au rang d’espèce)[3]
    9. Crocus hermoneus Kotschy ex Maw
    10. Crocus jablanicensis N. Randj. & V. Randj.
    11. Crocus reticulatus Steven ex Adams
      1. Crocus reticulatus subsp. reticulatus
      2. Crocus reticulatus subsp. hittiticus (T. Baytop & B. Mathew) B. Mathew

    12. Crocus robertianus C.D. Brickell
    13. Crocus rujanensis Randjel. & D.A. Hill (1990)
    14. Crocus sieberi J. Gay
      1. Crocus sieberi subsp. sieberi
      2. Crocus sieberi subsp. atticus (Boiss. & Orph.) B. Mathew
      3. Crocus sieberi subsp. nivalis (Bory & Chaub.) B. Mathew
      4. Crocus sieberi subsp. sublimis (Herb.) B. Mathew

    15. Crocus sieheanus Barr ex B.L. Burtt
    16. Crocus veluchensis Herb.

  2. Série Biflori : corme à tuniques annulées et coriaces, floraison hivernale ou printanière, style à trois branches
    1. Crocus aerius Herb.
    2. Crocus almehensis C.D. Brickell & B. Mathew
    3. Crocus biflorus Mill.
      1. Crocus biflorus subsp. biflorus
      2. Crocus biflorus subsp.  adamii (J.Gay) K.Richt.
      3. Crocus biflorus subsp. alexandri (Nicic ex Velen.) B. Mathew
      4. Crocus biflorus subsp. artvinensis (J.Philippow) B. Mathew
      5. Crocus biflorus subsp. atrospermus Kernd. & Pasche
      6. Crocus biflorus subsp. caelestis Kernd. & Pasche
      7. Crocus biflorus subsp. caricus Kernd. & Pasche
      8. Crocus biflorus subsp. crewei (Hook.f.) B. Mathew
      9. Crocus biflorus subsp. fibroannulatus Kernd. & Pasche
      10. Crocus biflorus subsp. ionopharynx Kernd. & Pasche
      11. Crocus biflorus subsp. isauricus (Siehe ex Bowles) B.Mathew
      12. Crocus biflorus subsp. leucostylosus Kernd. & Pasche
      13. Crocus biflorus subsp. melantherus B. Mathew
      14. Crocus biflorus subsp. nubigena (Herb.) B. Mathew
      15. Crocus biflorus subsp. pseudonubigena B. Mathew
      16. Crocus biflorus subsp. pulchricolor (Herb.) B. Mathew
      17. Crocus biflorus subsp. punctatus B.Mathew
      18. Crocus biflorus subsp. stridii (Papan. & Zacharof) B.Mathew
      19. Crocus biflorus subsp. tauri (Maw) B. Mathew
      20. Crocus biflorus subsp. weldenii (Hoppe & Fuernr.) B. Mathew
      21. Crocus biflorus subsp. yataganensis Kernd. & Pasche

    4. Crocus chrysanthus Herb.
      1. Crocus chrysanthus subsp. chrysanthus
      2. Crocus chrysanthus subsp. multifolius Papan. & Zacharof

    5. Crocus cyprius Boiss. & Kotschy
    6. Crocus danfordiae Maw
      1. Crocus danfordiae subsp. danfordiae
      2. Crocus danfordiae subsp. kurdistanicus Maroofi & Assadi

    7. Crocus hartmannianus Holmboe
    8. Crocus kerndorffiorum Pasche (1993)
    9. Crocus leichtlinii (Dewar) Bowles
    10. Crocus nerimaniae Yüzbasioglu & Varol (2004)
    11. Crocus pestalozzae Boiss.
    12. Crocus wattiorum (B. Mathew, 1995) B. Mathew (2000)

  3. Série Speciosi : corme à tuniques annulées et membraneuses ou coriaces, feuilles apparaissant après les fleurs, floraison automnale, style fortement divisé
    1. Crocus pulchellus Herb.
    2. Crocus speciosus M. Bieb.
      1. Crocus speciosus subsp. speciosus
      2. Crocus speciosus subsp. ilgazensis B. Mathew
      3. Crocus speciosus subsp. xantholaimos B. Mathew

  4. Série Orientales : corme à tuniques à fibres parallèles ou faiblement réticulées, feuilles nombreuses, floraison printanière, style à trois branches
    1. Crocus alatavicus Semenova & Reg.
    2. Crocus caspius Fischer & Meyer (auparavant dans la Série Biflori)
    3. Crocus korolkowii Regel ex Maw
    4. Crocus michelsonii B. Fedtsch.

  5. Série Flavi : corme à tuniques membraneuses à fibres parallèles, floraison printanière, style très divisé
    1. Crocus adanensis T. Baytop & B. Mathew (auparavant dans la Série Biflori)
    2. Crocus antalayensis B. Mathew
    3. Crocus candidus E.D. Clarke
    4. Crocus flavus Weston
      1. Crocus flavus subsp. flavus
      2. Crocus flavus subsp. dissectus T. Baytop & B. Mathew

    5. Crocus graveolens Boiss. & Reut.
    6. Crocus hyemalis Boiss.
    7. Crocus olivieri J. Gay
      1. Crocus olivieri subsp. olivieri
      2. Crocus olivieri subsp. balansae (J.Gay ex Baker) B. Mathew
      3. Crocus olivieri subsp. istanbulensis B. Mathew

    8. Crocus paschei H. Kerndorff (1993)
    9. Crocus vitellinus Wahl.

  6. Série Aleppici : corme à tuniques membraneuses à fibres parallèles, feuilles apparaissant avec les fleurs, floraison automnale ou hivernale
    1. Crocus aleppicus Baker
    2. Crocus boulosii Greuter
    3. Crocus veneris Tappein ex Poech

  7. Série Carpetani : feuilles canaliculées, floraison printanière, style blanchâtre faiblement divisé
    1. Crocus carpetanus Boiss. &Reut.
    2. Crocus nevadensis Amo & Campo.

  8. Série Intertexti : corme à tuniques à fibres intriquées, floraison printanière
    1. Crocus fleischeri J. Gay.

  9. Série Laevigati : corme à tuniques membraneuses, à fibres parallèles ou coriaces, feuilles apparaissant avec les fleurs, floraison automnale, anthères blanches, style fortement divisé
    1. Crocus boryi J. Gay
    2. Crocus laevigatus Bory & Chaub.
    3. Crocus tournefortii J. Gay.

## Quelques espèces rustiques à floraison hivernale et printanière
- Crocus ancyrensis (Herb.) Maw 'Golden Bunch' et Crocus gargaricus Herb. – deux espèces Turquie – sont à fleurs jaunes. Crocus ancyrensis fleurit dès la fin janvier avec Crocus tommasinianus.
- Crocus angustifolius Weston (Syn. Crocus susianus) de Crimée a des fleurs jaunes à tépales étroits bruns à l’extérieur.
- Crocus chrysanthus Herb. des Balkans et d'Asie mineure a des fleurs jaunes à tépales striés de brun à l’extérieur. L'espèce est rarement cultivée. Elle est surtout présente sous forme de diverses variétés et de croisements avec Crocus aerius Herb. et Crocus biflorus Mill.
- Crocus corsicus Vanucchi ex Maw de Corse fleurit en avril avec des fleurs mauves striées de violet.
- Crocus etruscus Parl. 'Zwanenburg' du centre de l’Italie, a des fleurs lilas.
- Crocus flavus Weston est originaire des Balkans et d'Asie mineure. C'est à partir de cette espèce que les crocus de Hollande à fleur jaune ont été sélectionnés.
- Crocus fleischeri J. Gay de Turquie a des fleurs blanches étoilées à gorge violette.
- Crocus korolkowii Regel ex Maw d’Asie centrale a des fleurs jaunes striées de brun.
- Crocus minimus DC. de Corse et de Sardaigne est une espèce miniature à fleurs violettes, dont la face externe est striée de violet. Crocus imperati Ten., une espèce précoce du sud de l’Italie est semblable, mais à plus grandes fleurs, dont la face extérieure est chamois et plus finement striée.
- Crocus sieberi J. Gay de Grèce. Ses sélections ont des fleurs blanches, roses ou violettes.
  - Subsp. sublimis (Herb.) B.Mathew 'Tricolor' a des fleurs violettes avec une gorge jaune entourée d’une large bande blanche.
- Crocus tommasinianus Herb. des Balkans à petites fleurs mauves ; nommé d’après le chevalier de Tommasini, un fonctionnaire d'état qui a étudié au XIXe siècle la flore de Dalmatie. Crocus tommasinianus se ressème abondamment et se naturalise facilement (C'est une stinzenplant)[5]. Il existe des sélections de couleurs allant du blanc au pourpre.
- Crocus vernus (L.) Hill est indigène dans les montagnes d'Europe.
  - subsp. albiflorus (Syn. Crocus caeruleus Weston) à petite fleur blanche à tube violet. Europe occidentale et centrale (Alpes, Pyrénées).
  - subsp. vernus (s.l., c'est-à-dire incluant Crocus heuffelianus et sa subsp. scepusiensis) à plus grande fleur violette. Europe centrale et méridionale (Carpates, Sud de l'Italie et Balkans). C'est à partir de cette sous-espèce que les crocus de Hollande à fleurs blanches, violettes et striées ('Pickwick') ont été sélectionnés.
- Crocus versicolor Ker Gawl. du sud-ouest des Alpes a des fleurs blanches à mauve clair à stries mauves. La sélection ‘Picturatus’ est à fleurs blanches striées de violet.

Crocus tommasinianus
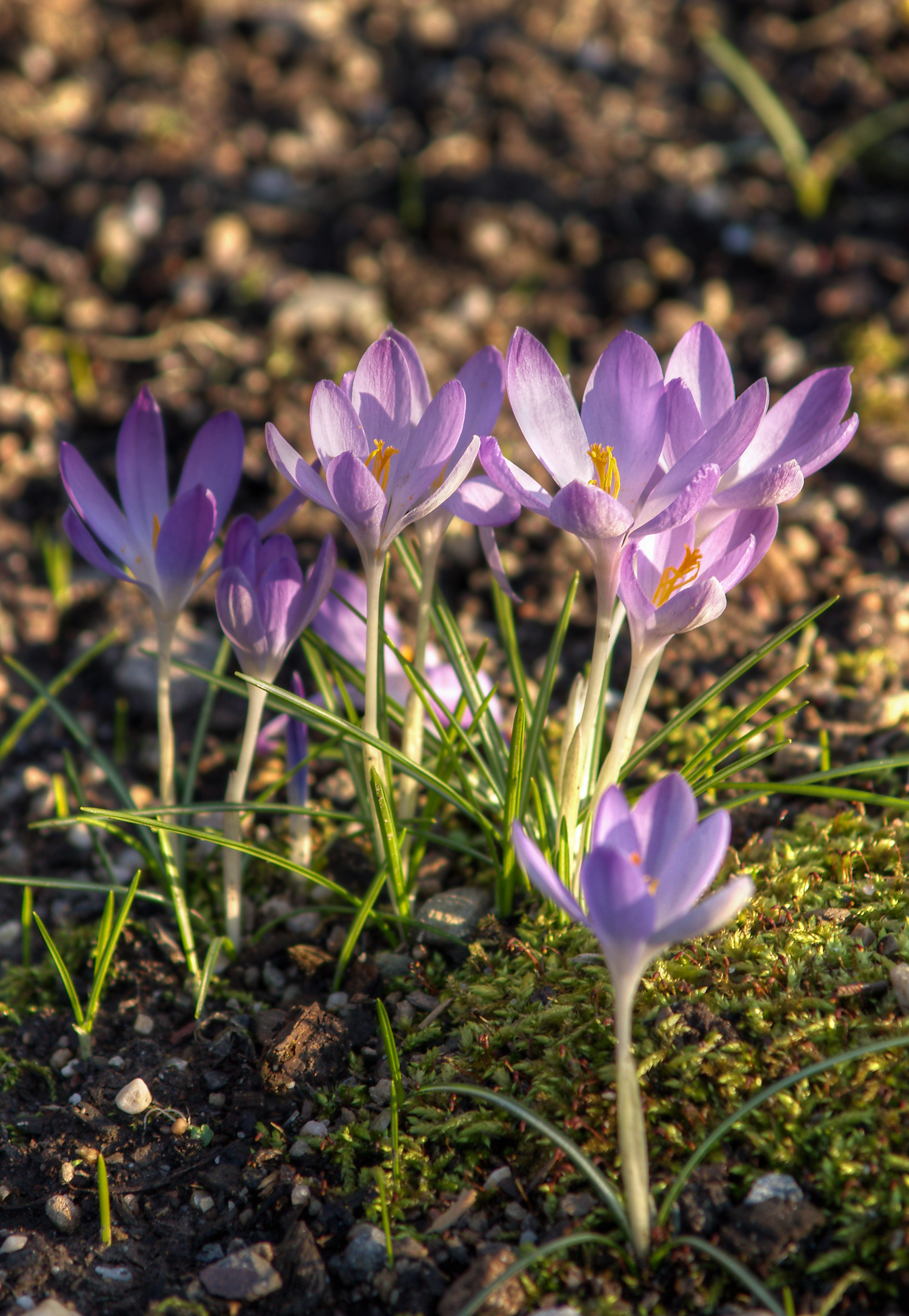
Crocus tommasinianus
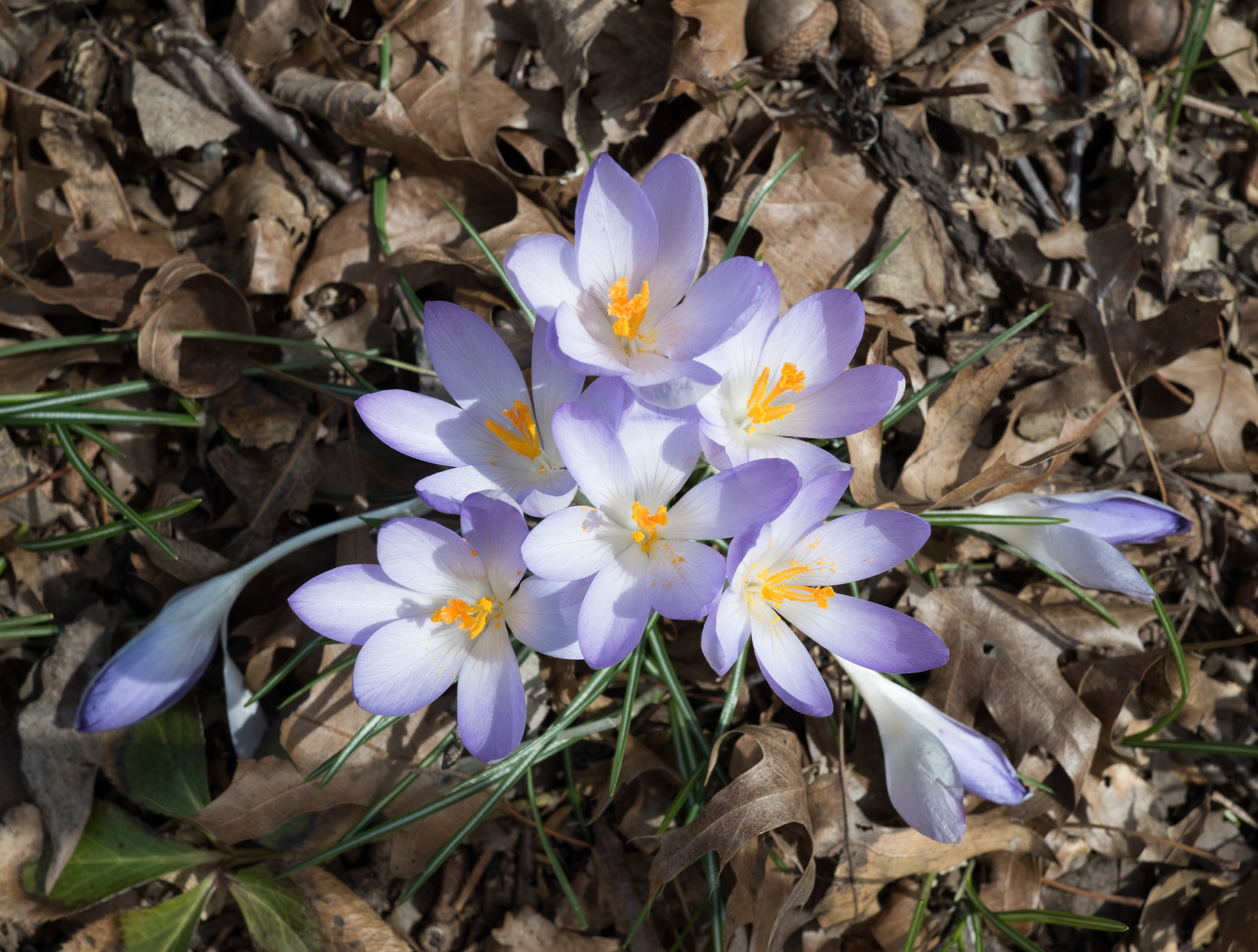
Crocus tommasinianus dans le jardin botanique de Brooklyn.
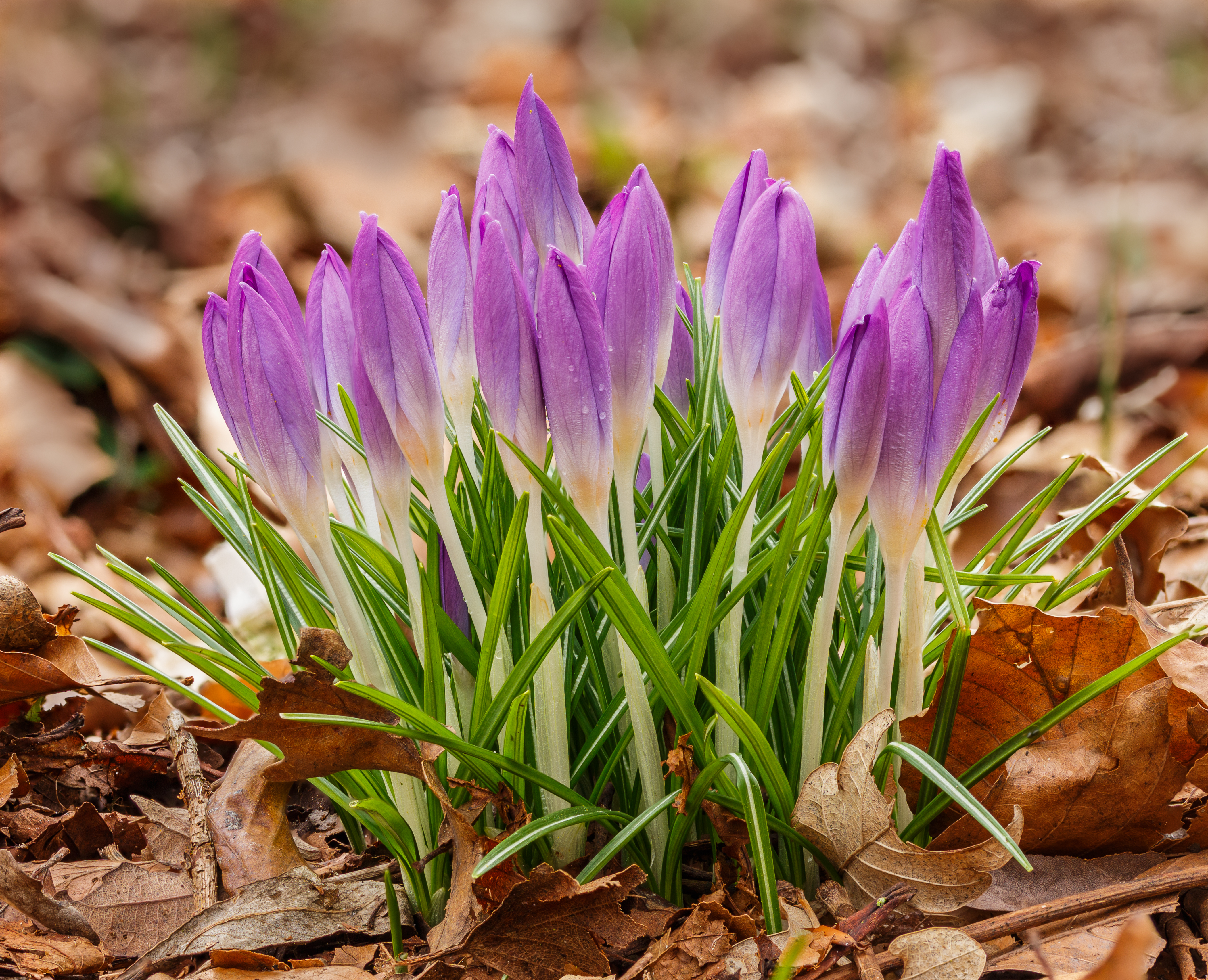
Crocus tommasinianus.
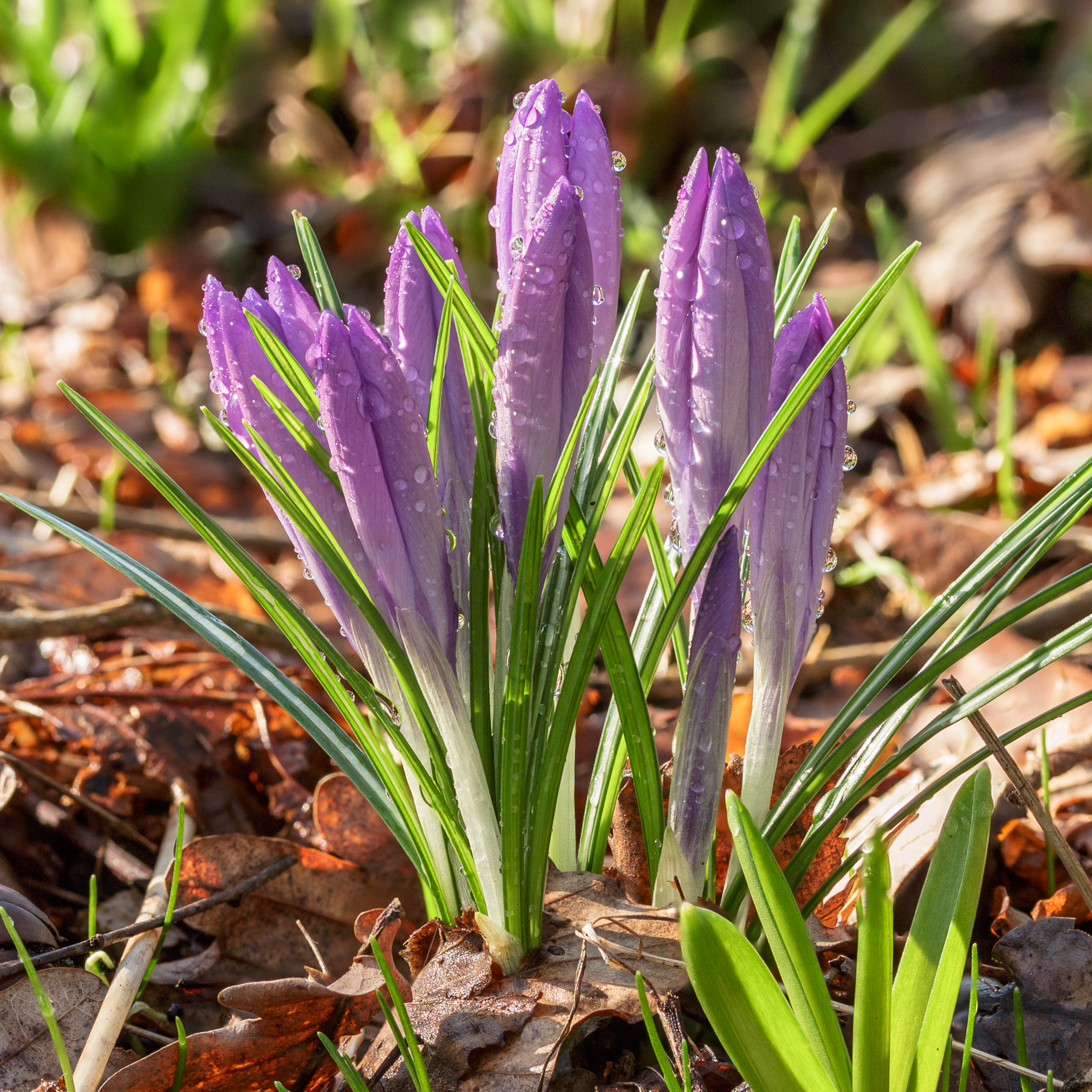
Crocus tommasinianus recouvert de quelques gouttes de pluie dans le De Famberhorst (nl) (Pays-Bas).

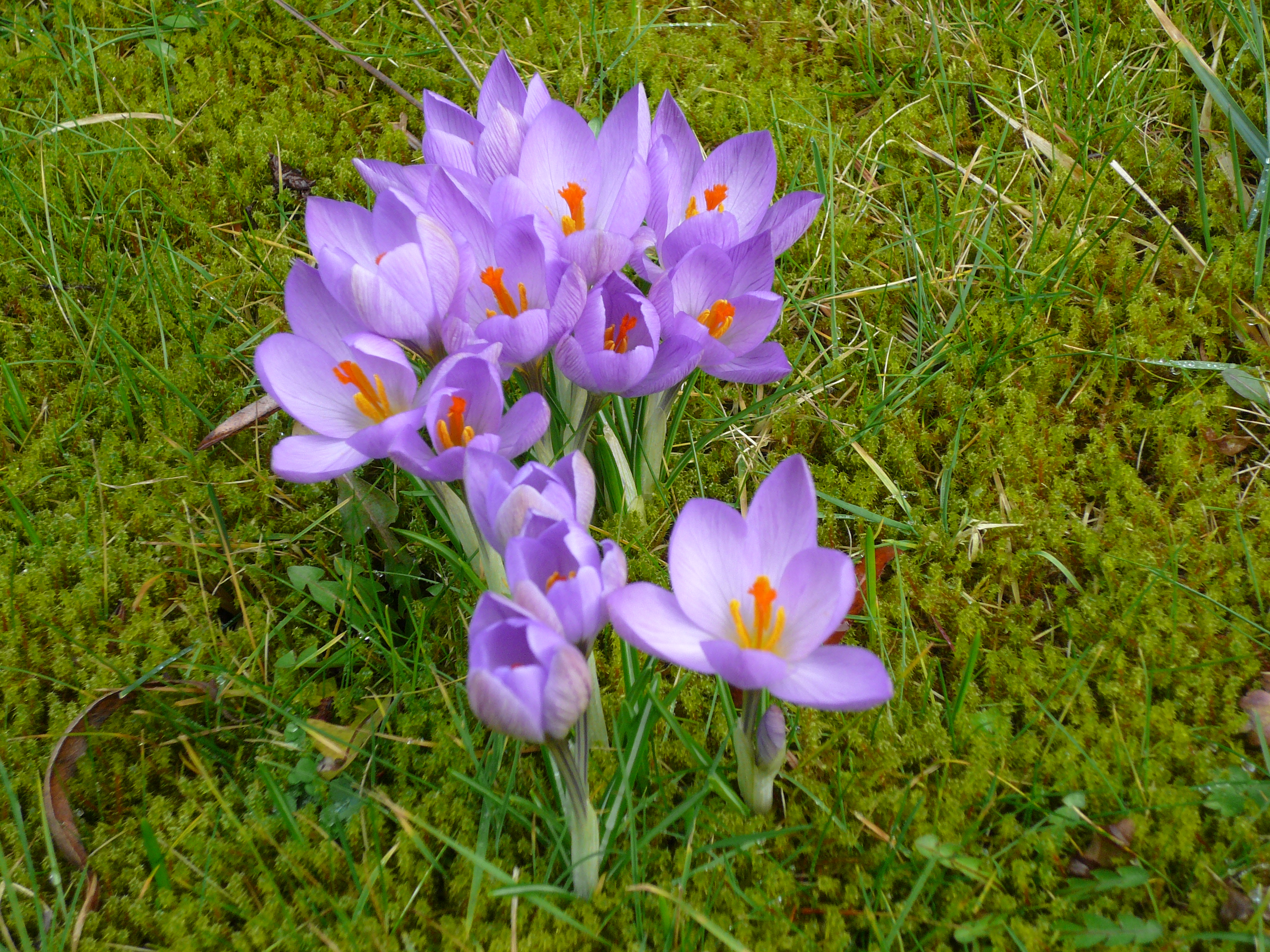
Crocus etruscus 'Zwanenburg'
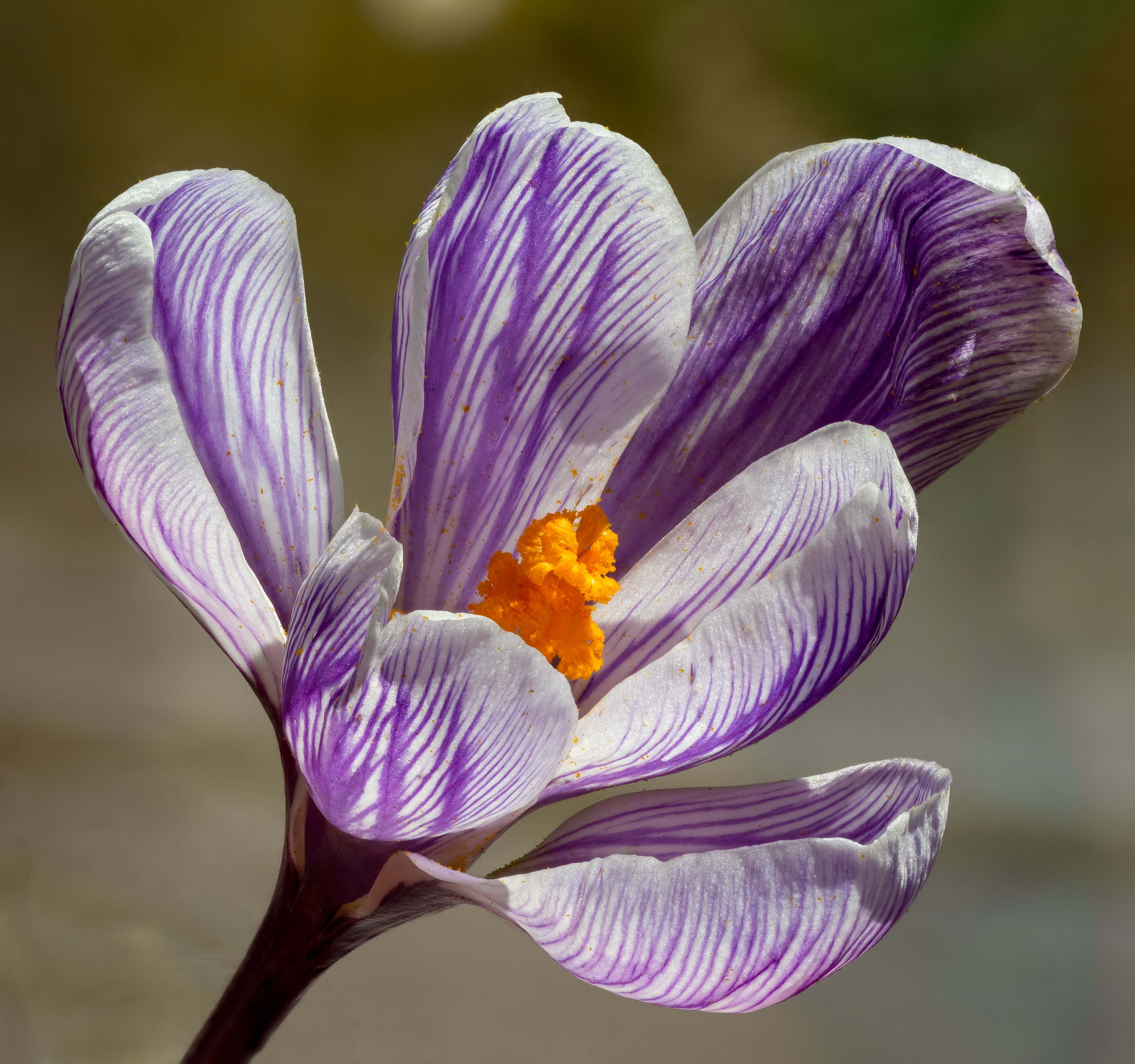
Crocus, tout court.

### Autres espèces à floraison hivernale et printanière

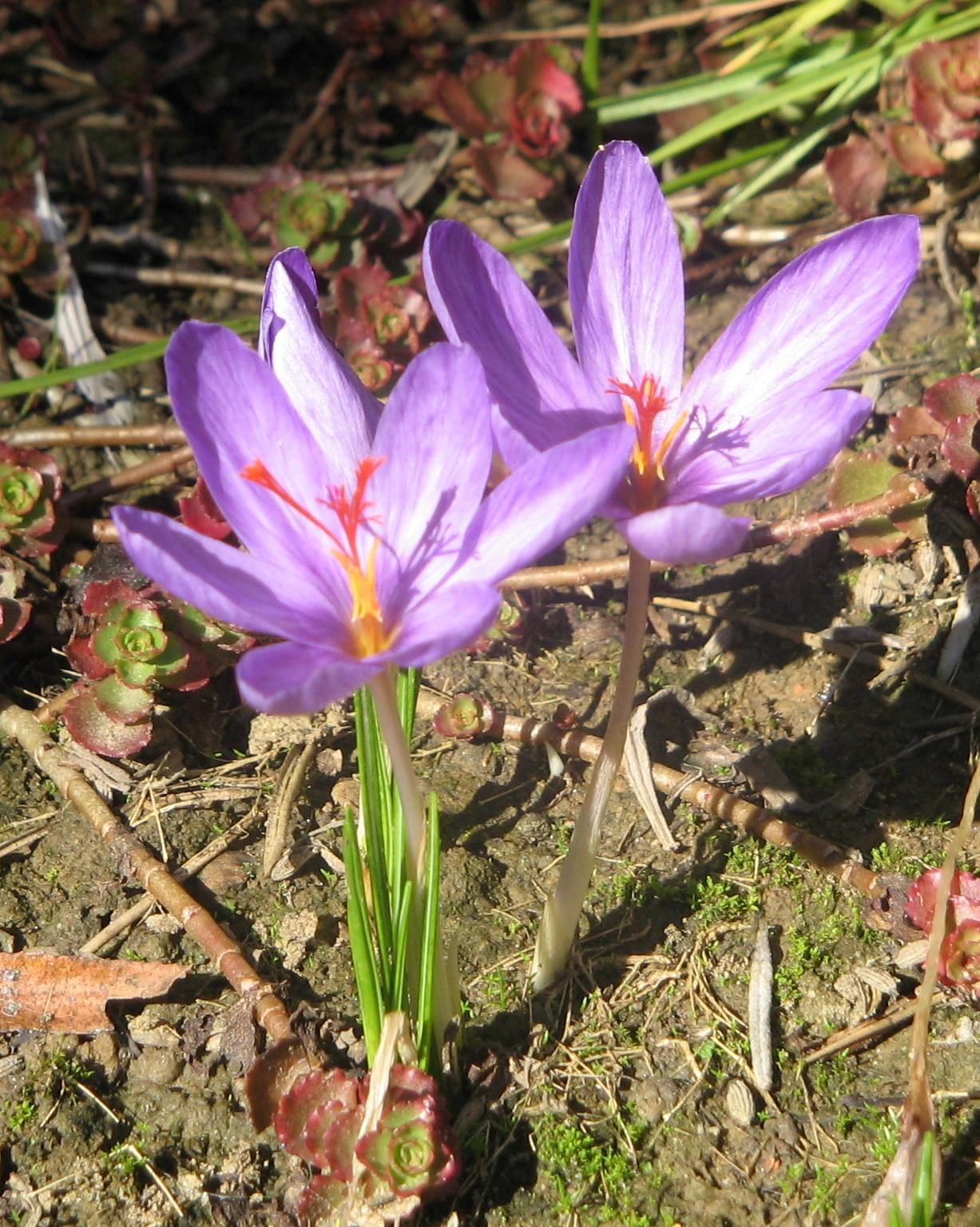
Crocus ligusticus.

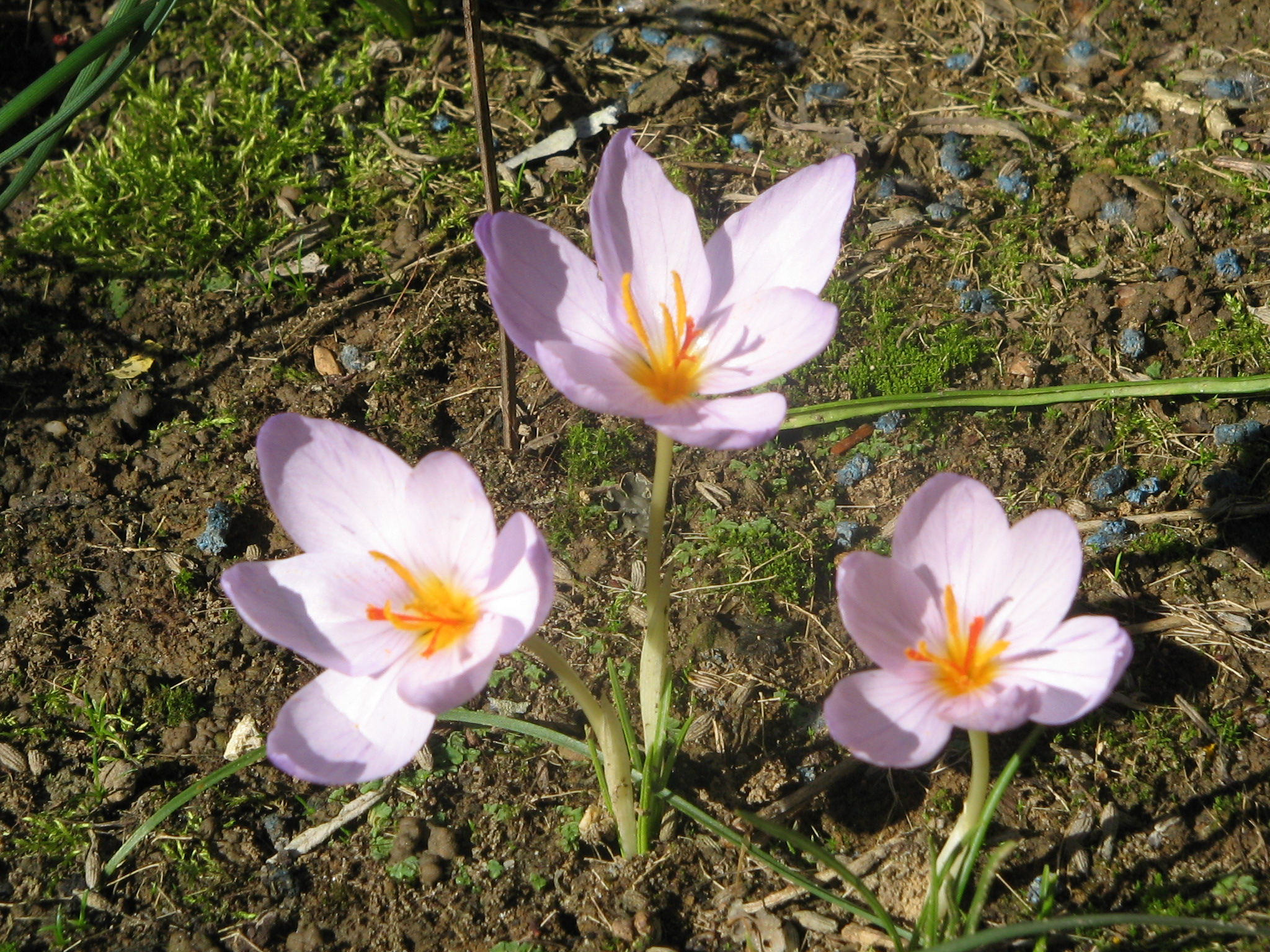
Crocus longiflorus.

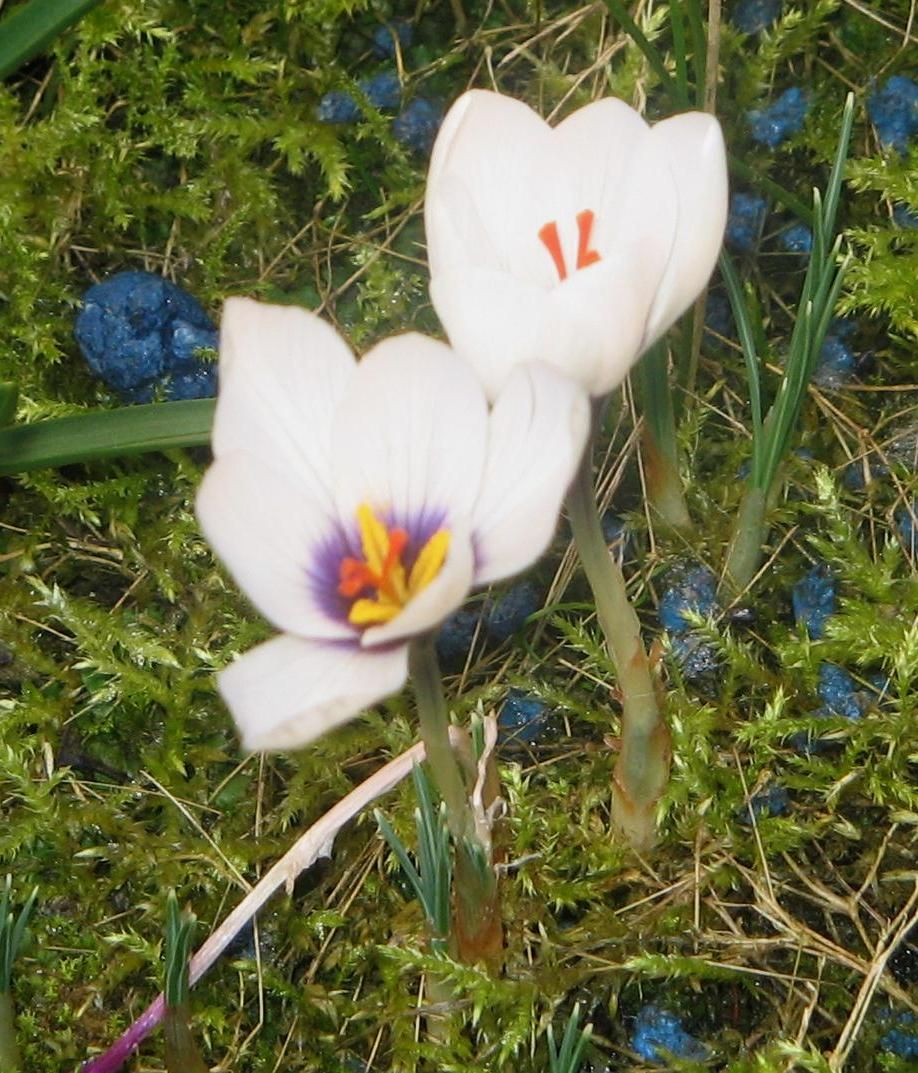
Crocus mathewii.

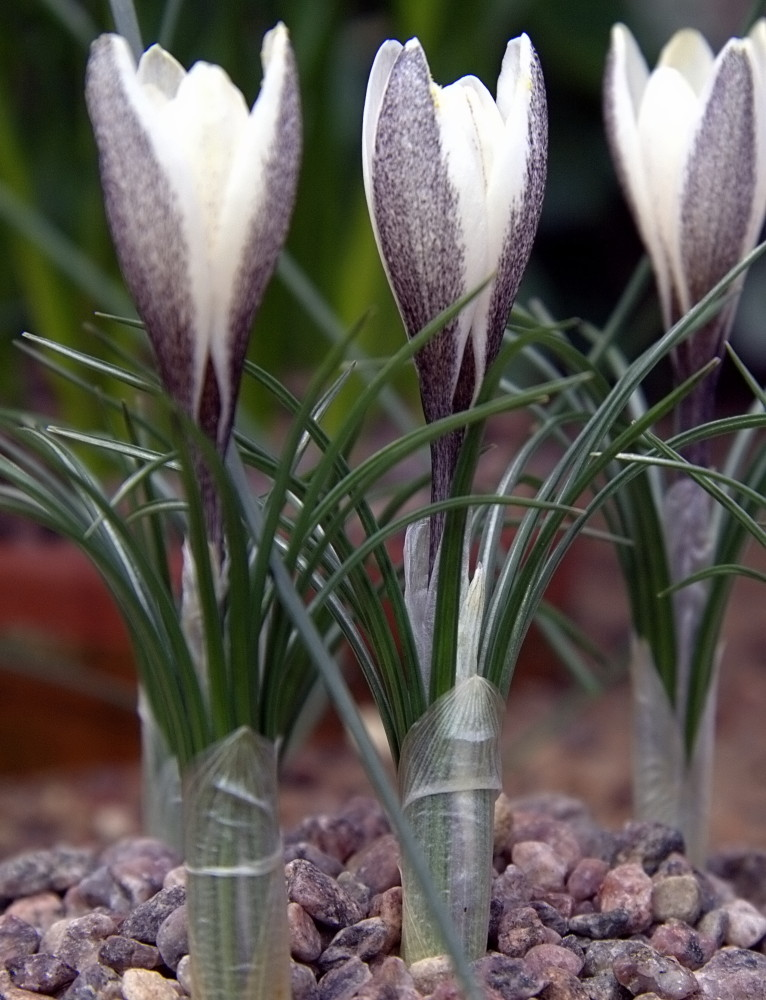
Crocus alatavicus
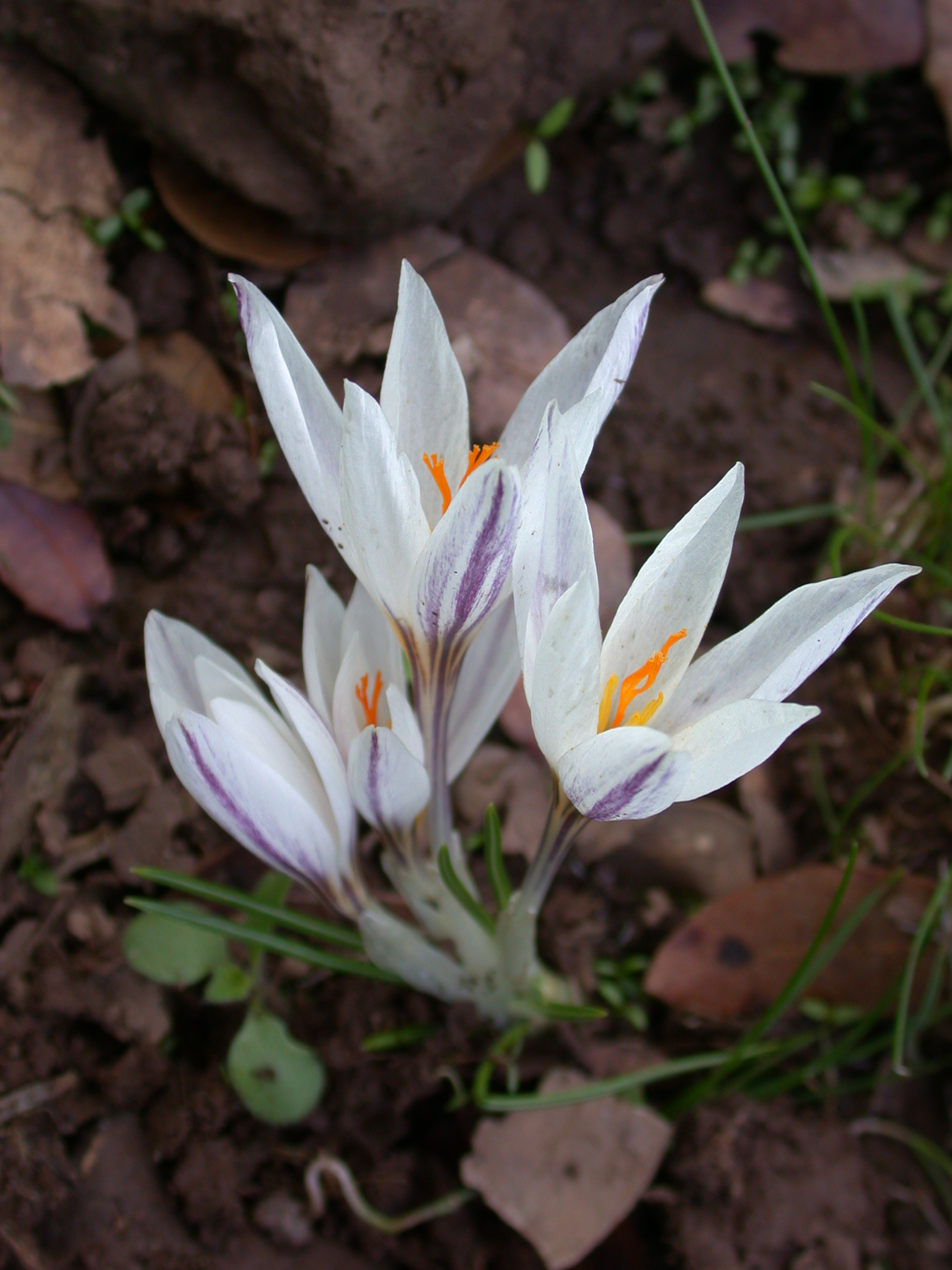
Crocus aleppicus
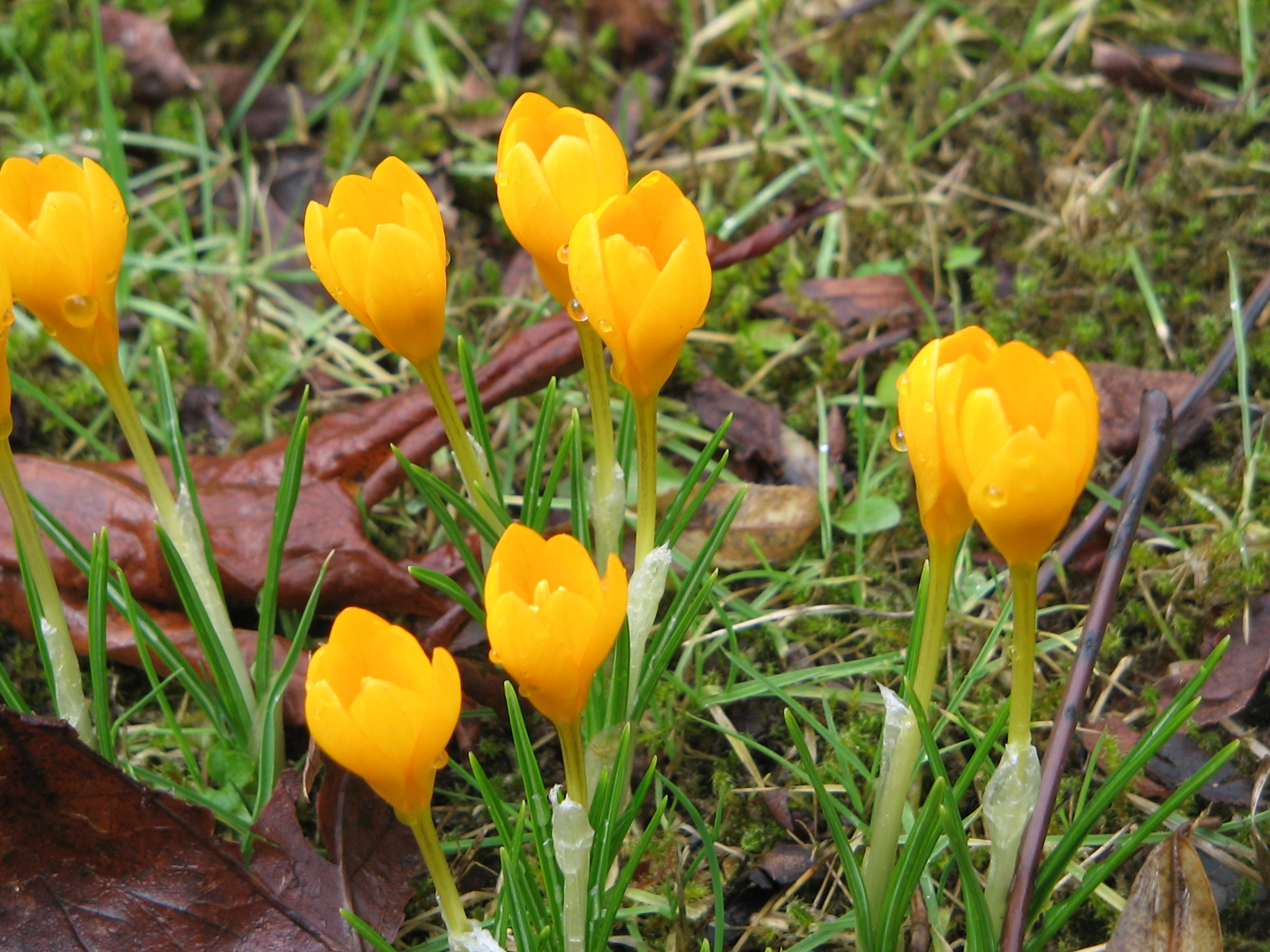
Crocus ancyrensis
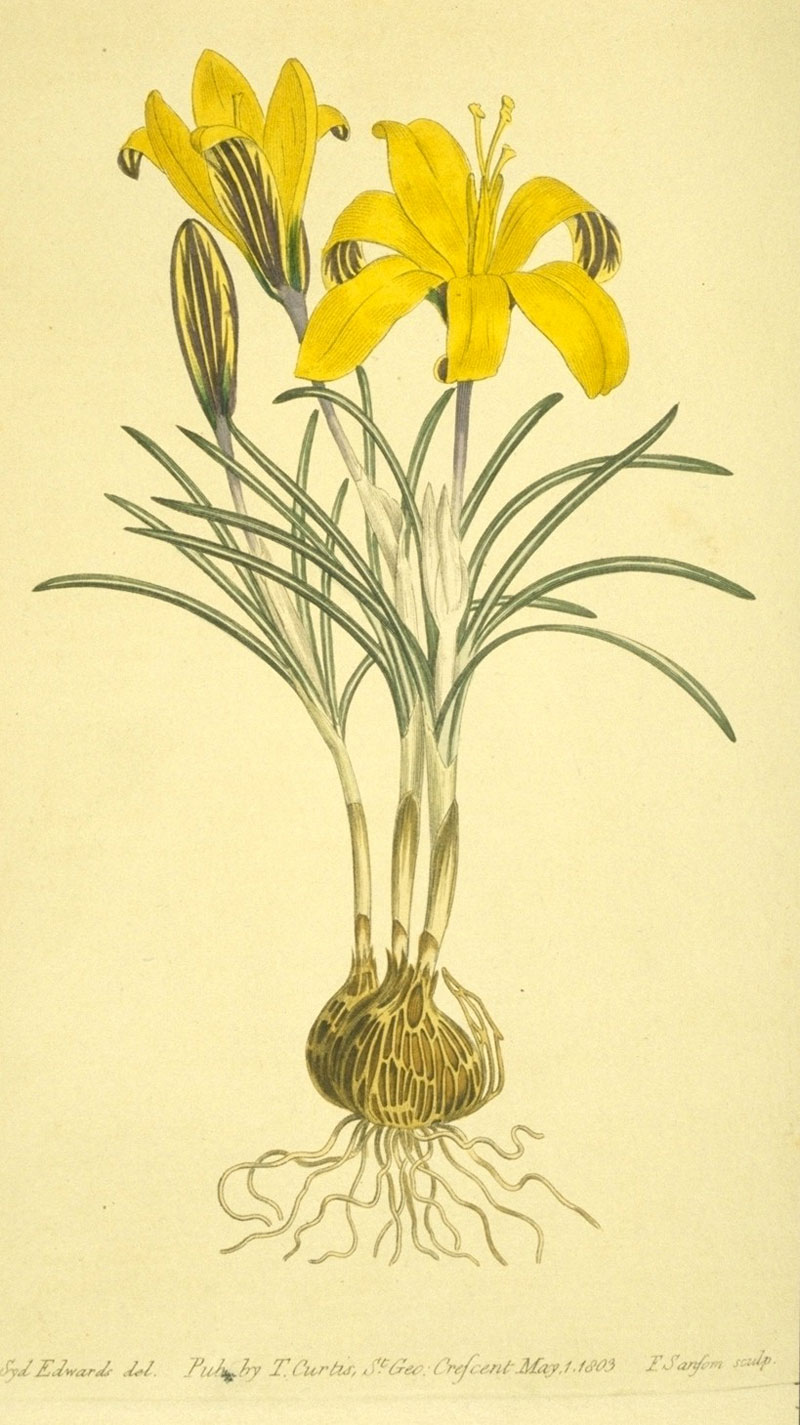
Crocus angustifolius
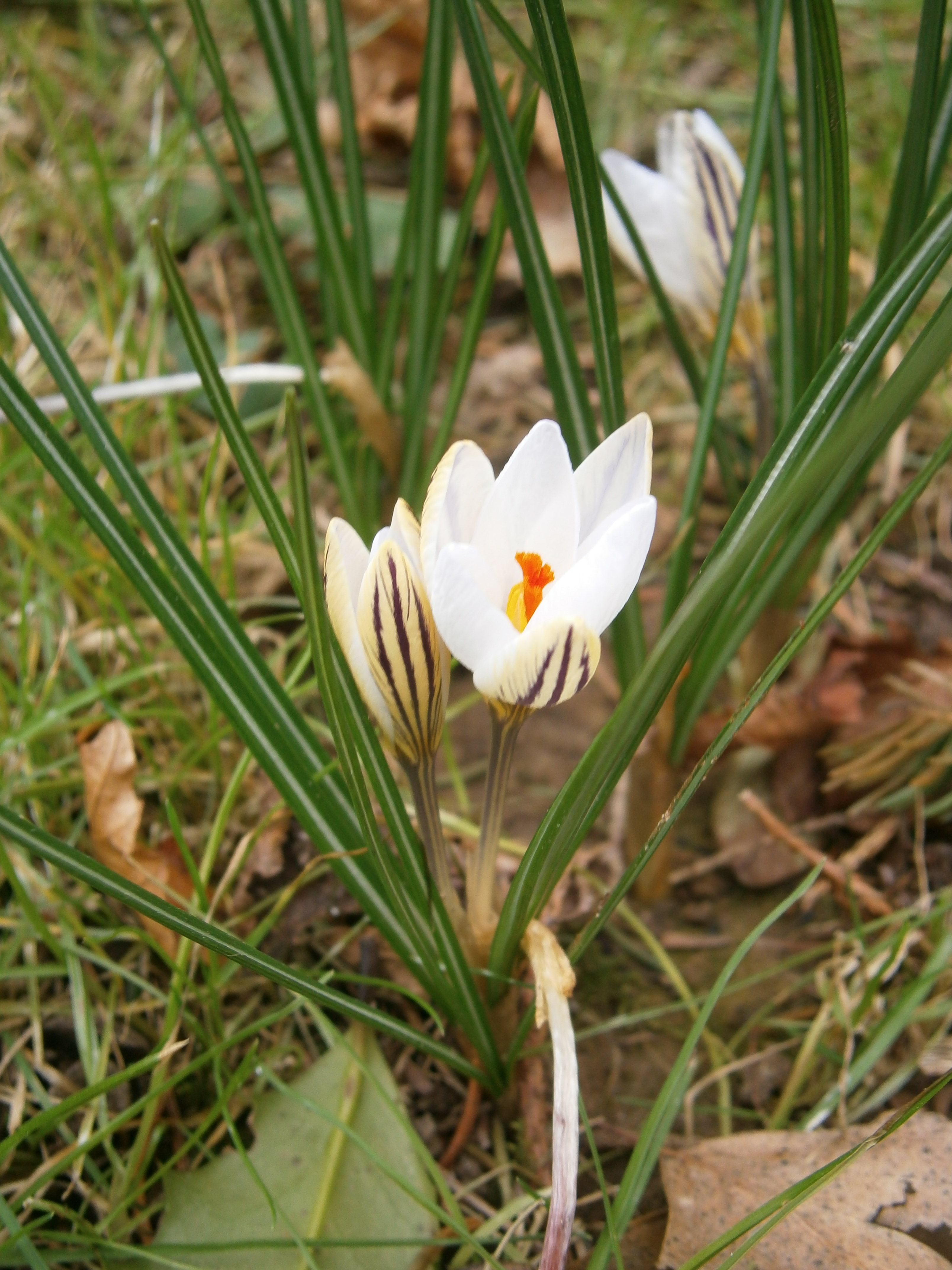
Crocus biflorus
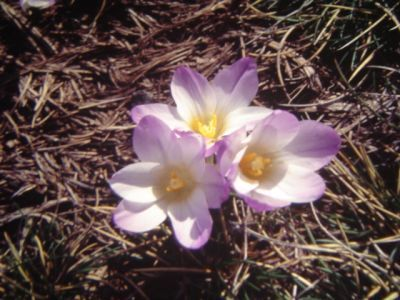
Crocus carpetanus
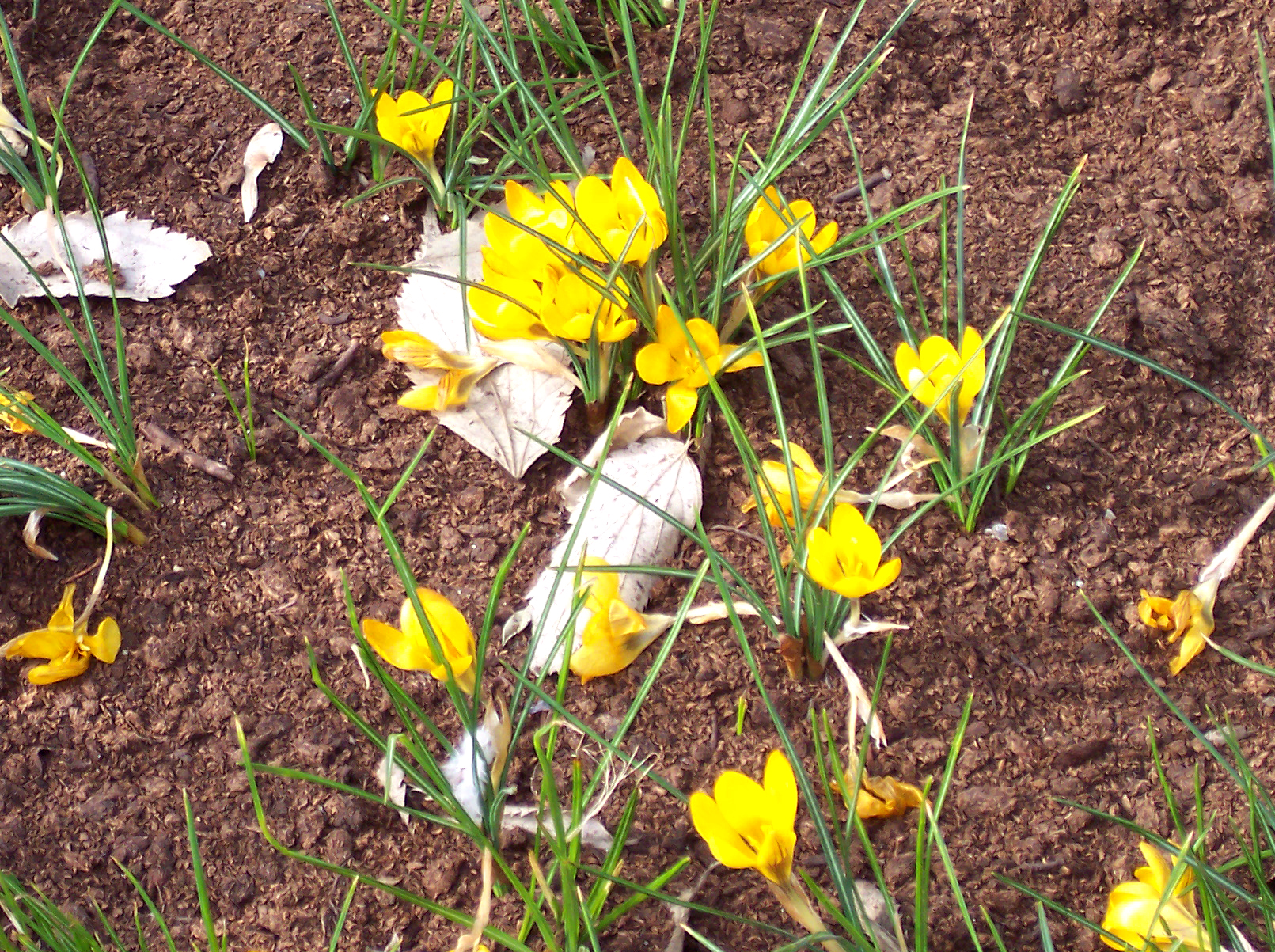
Crocus chrysanthus 'Zwanenburg Bronze'
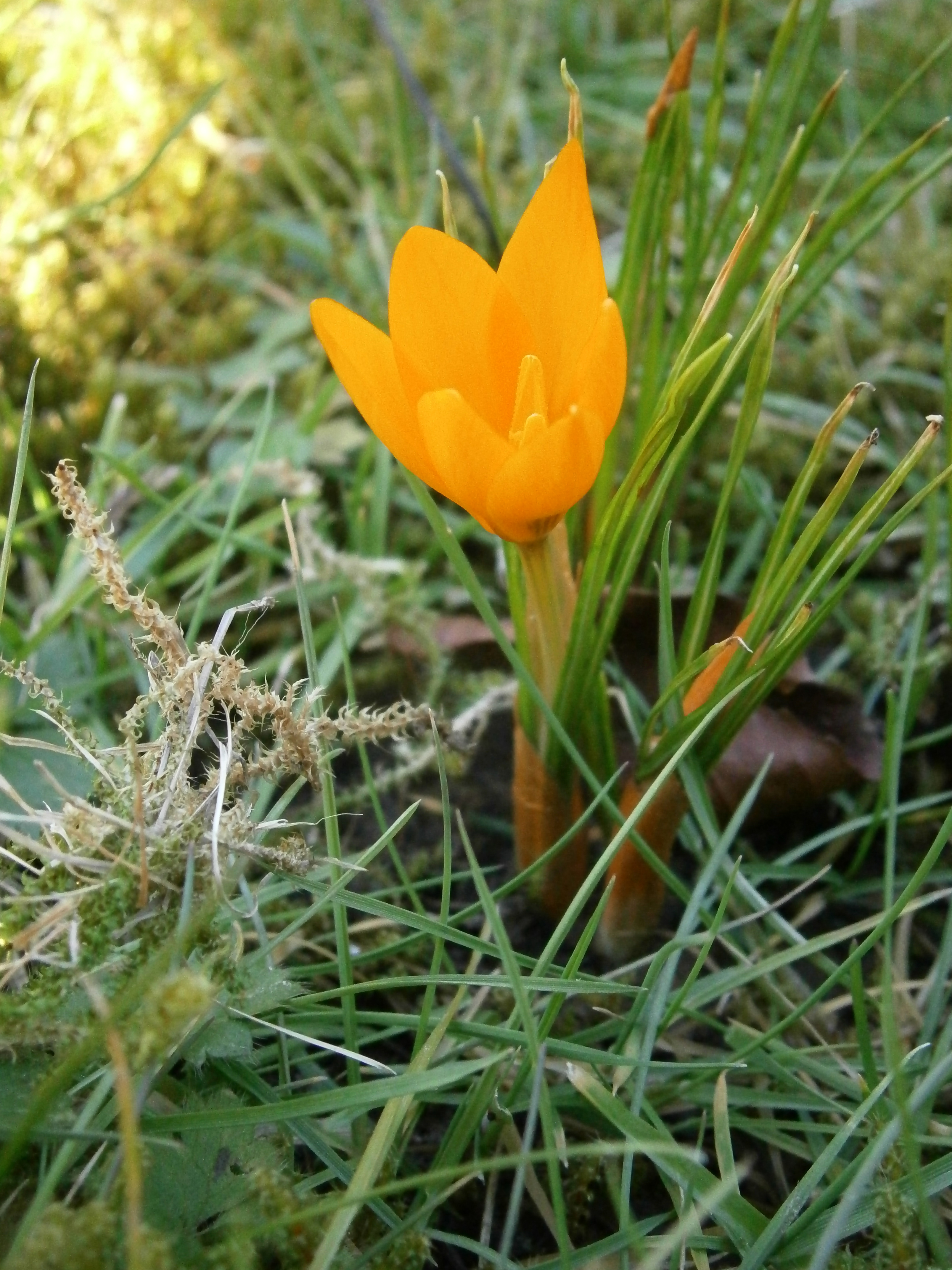
Crocus flavus
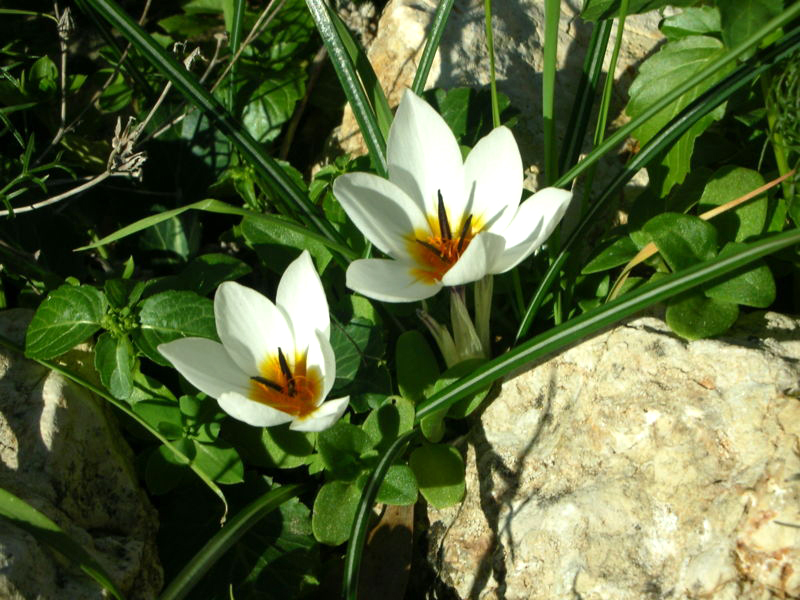
Crocus hyemalis
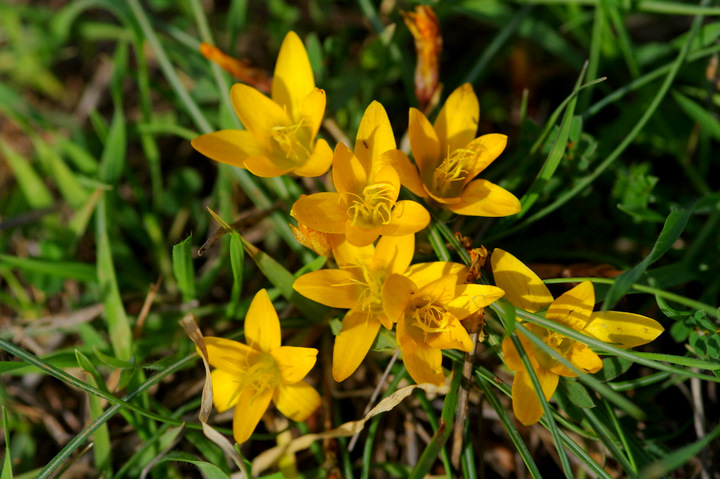
Crocus graveolens
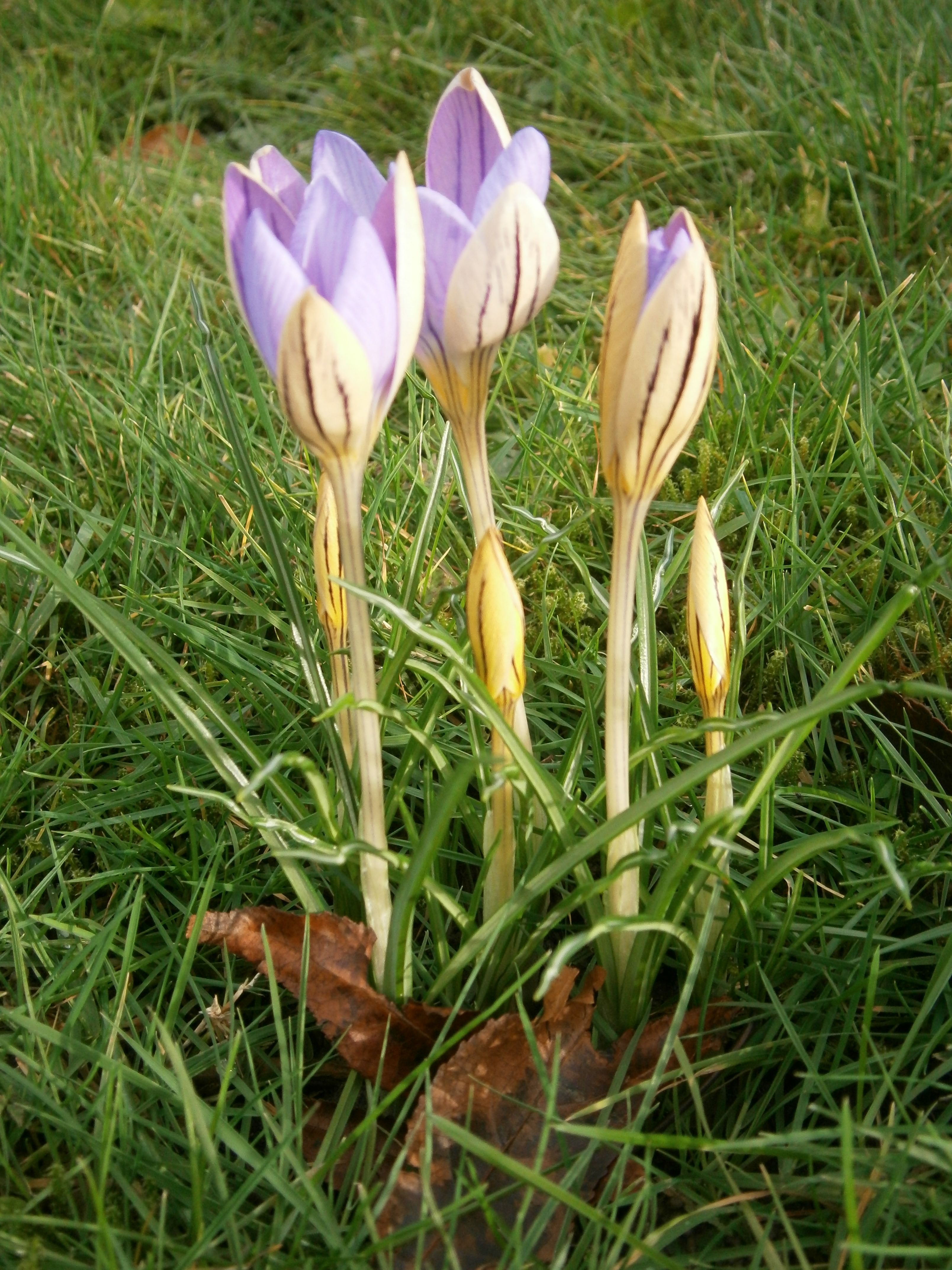
Crocus imperati 'De Jager'
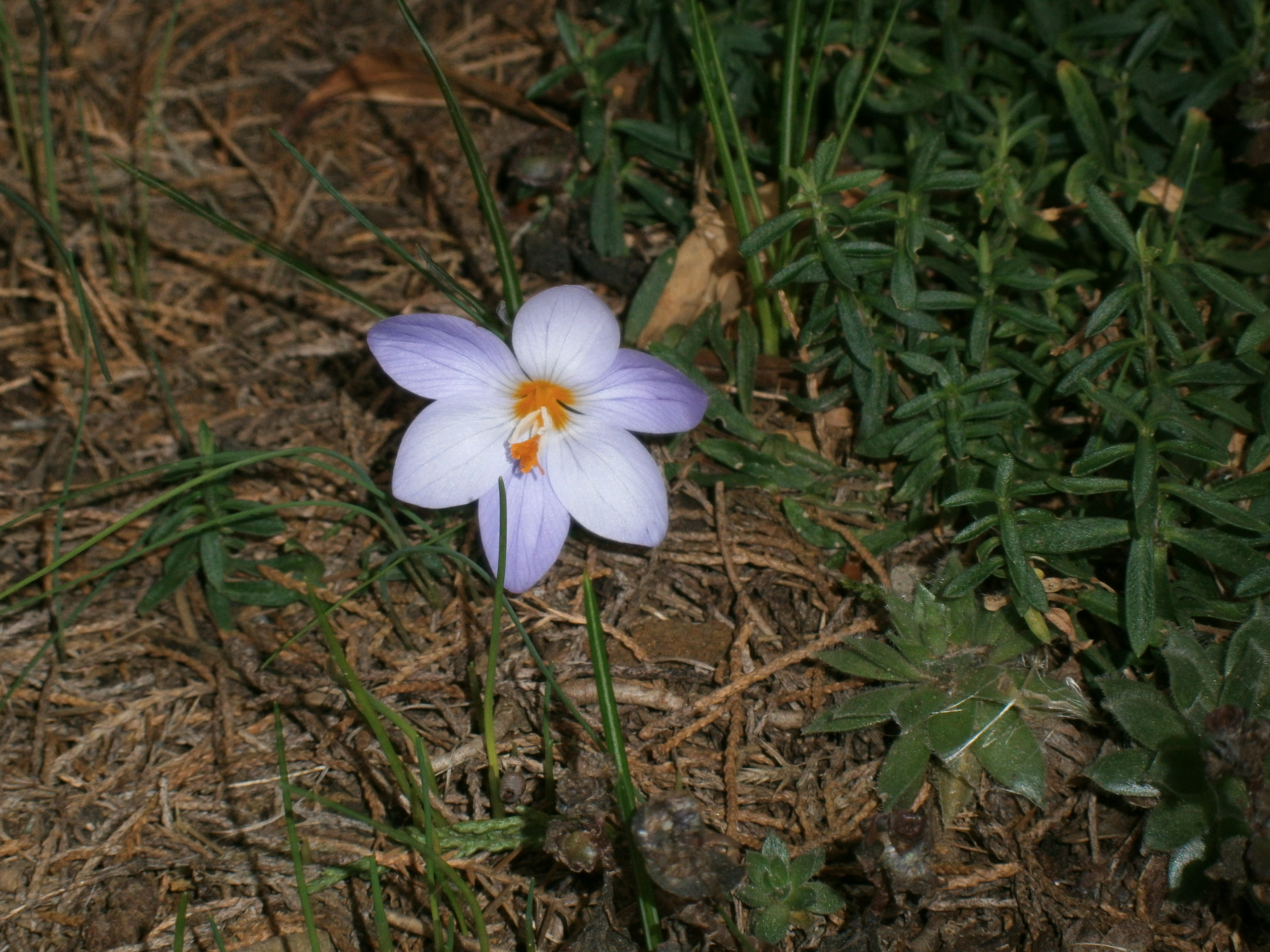
Crocus laevigatus 'Fontenayi'
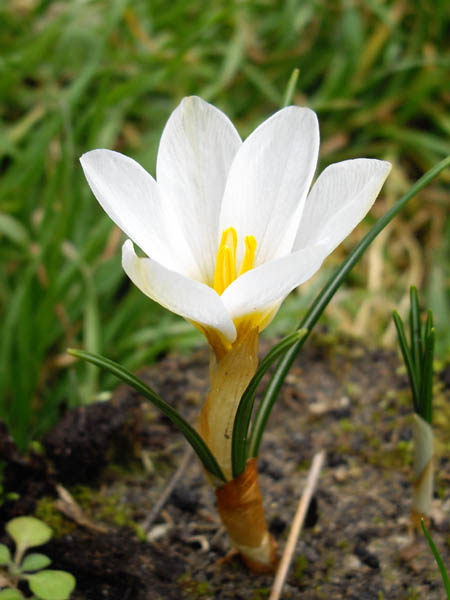
Crocus malyi
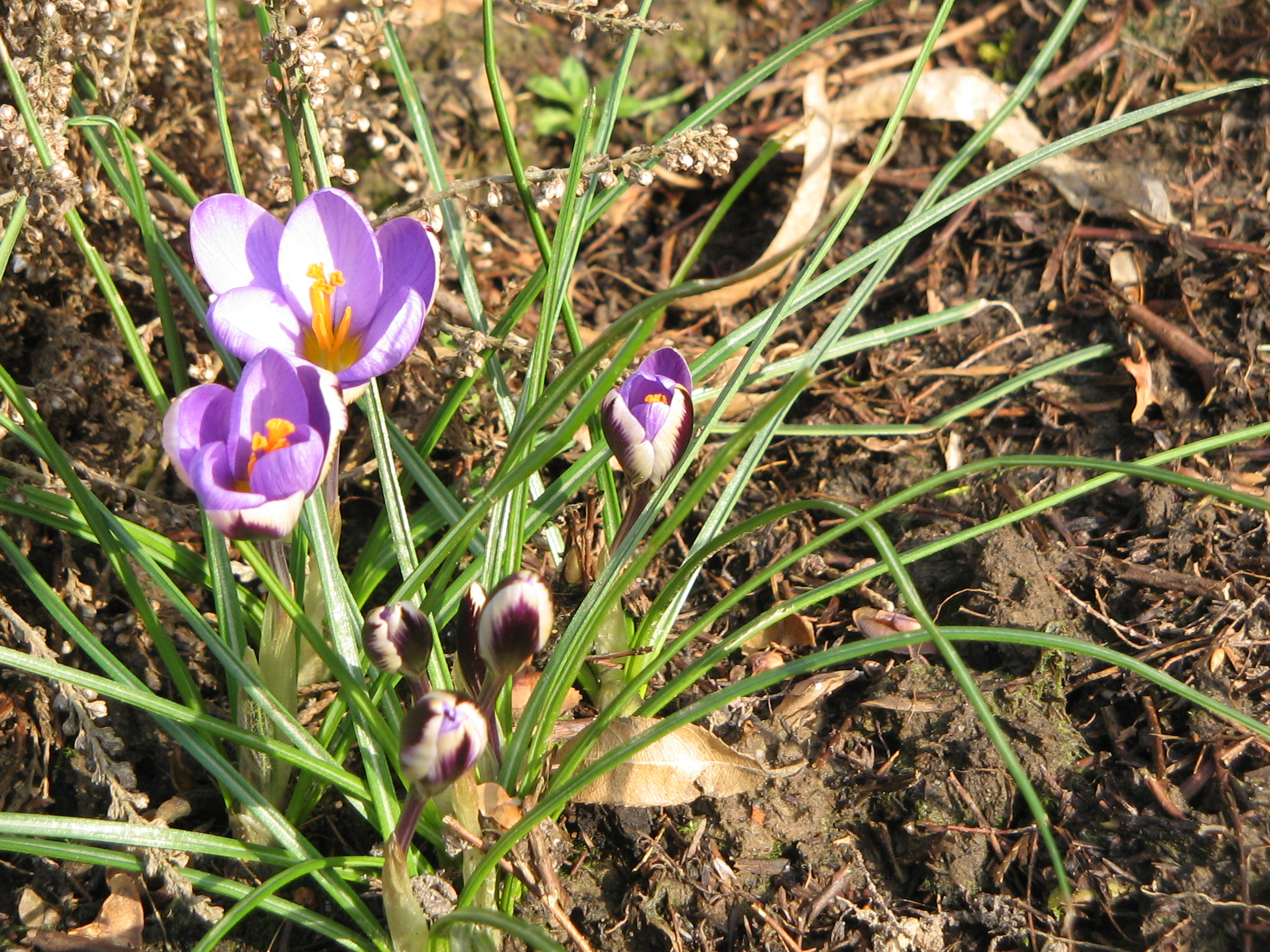
Crocus minimus
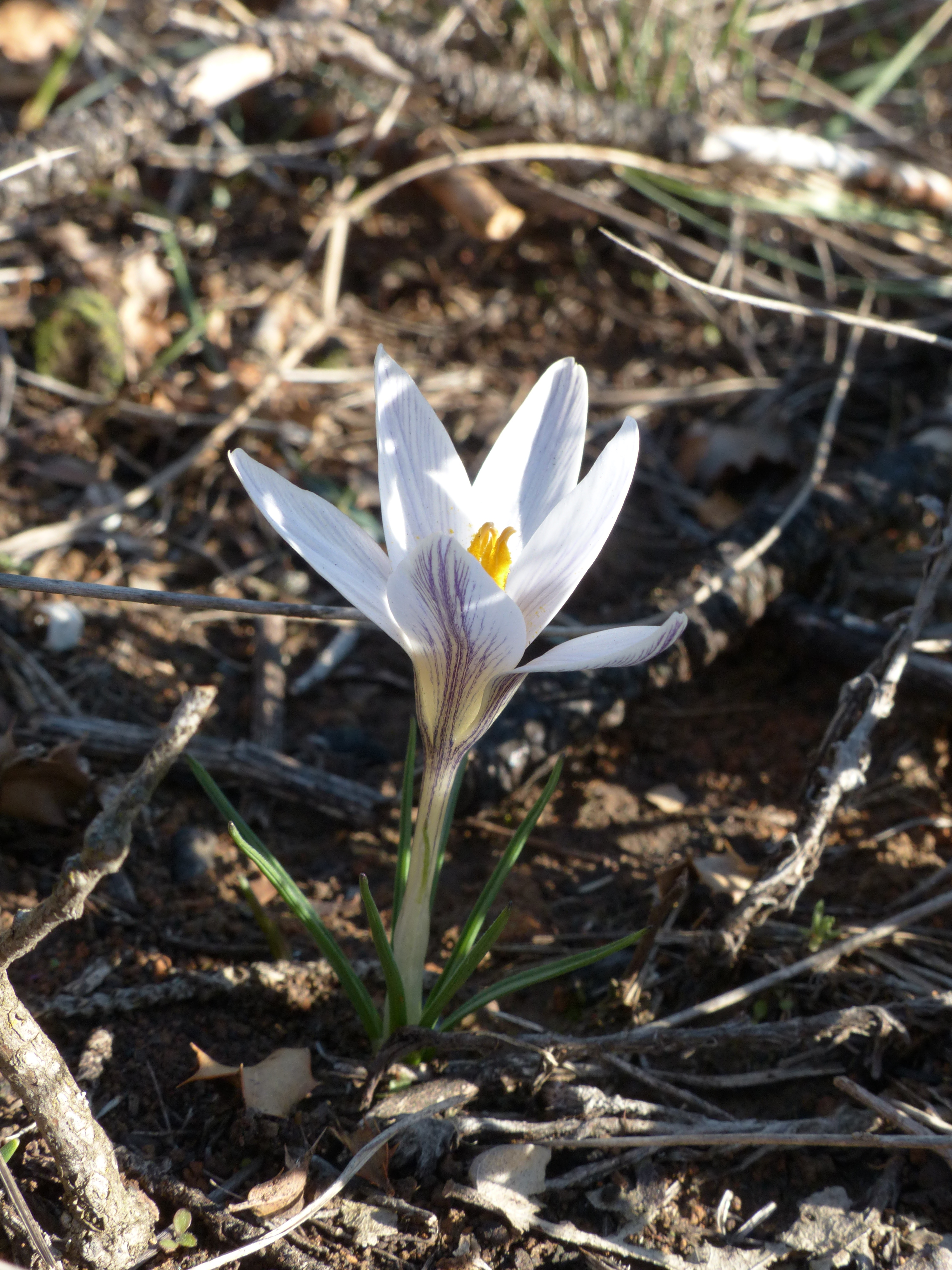
Crocus nevadensis
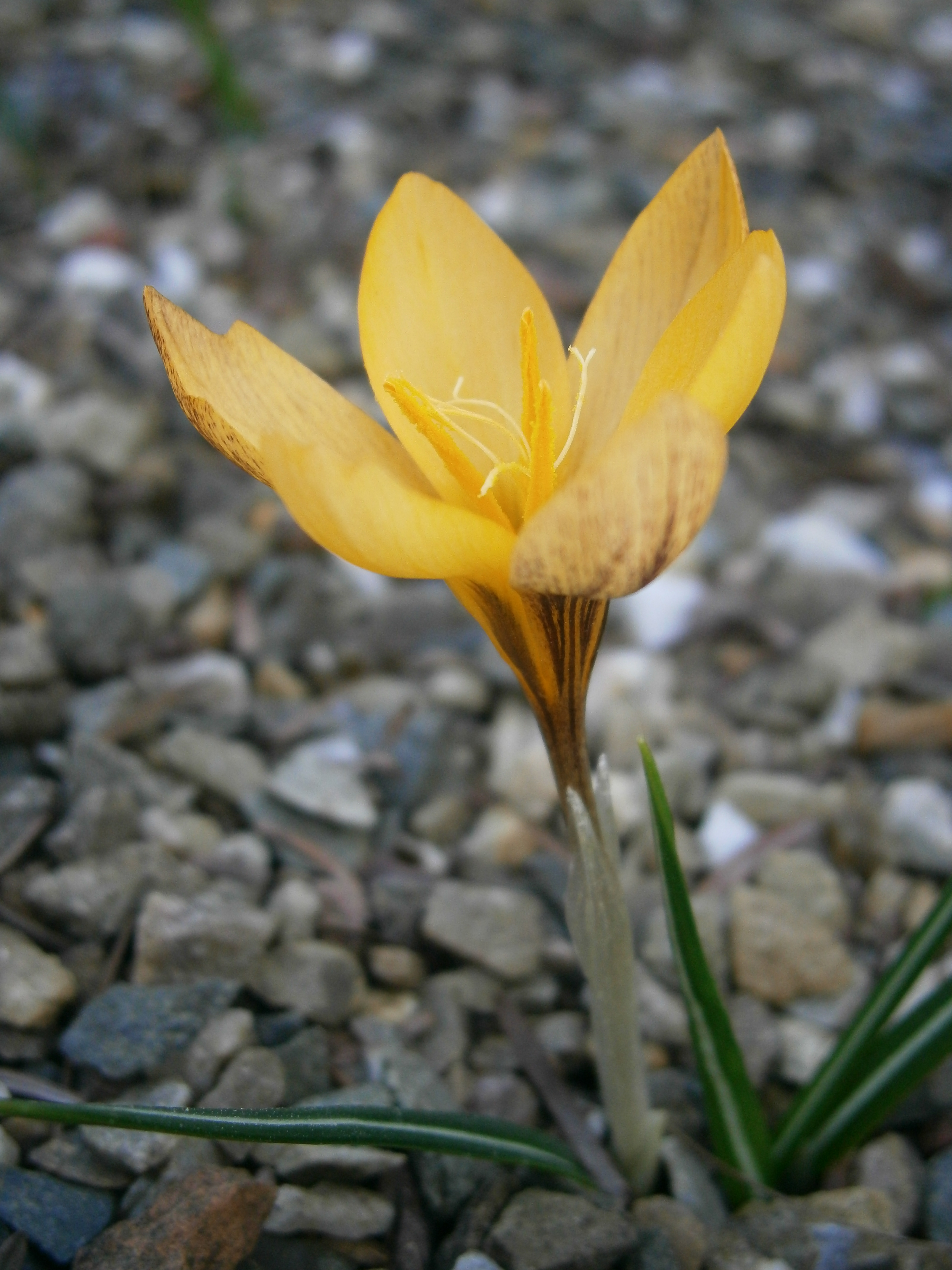
Crocus olivieri
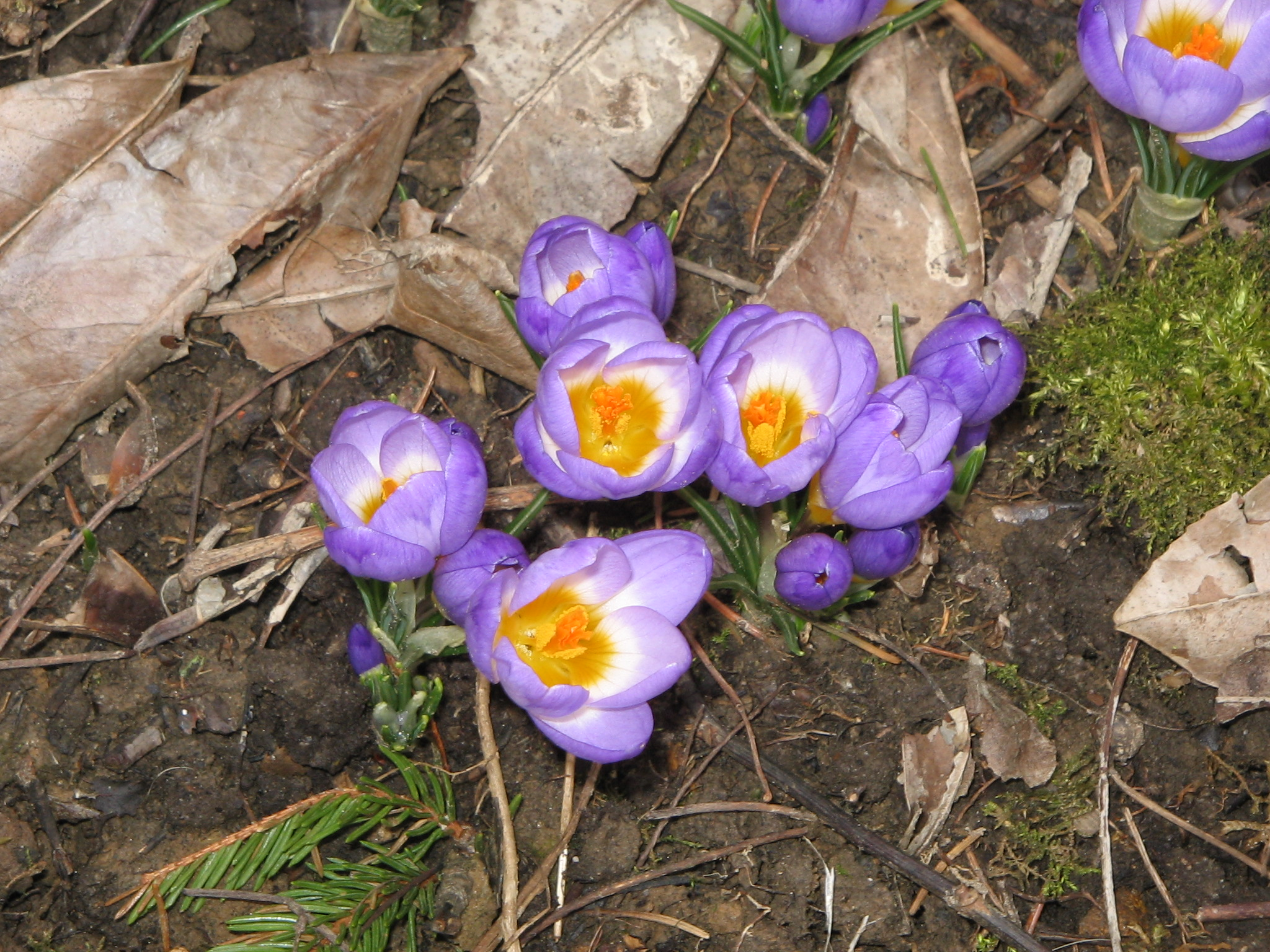
Crocus sieberi subsp. sublimis'Tricolor'
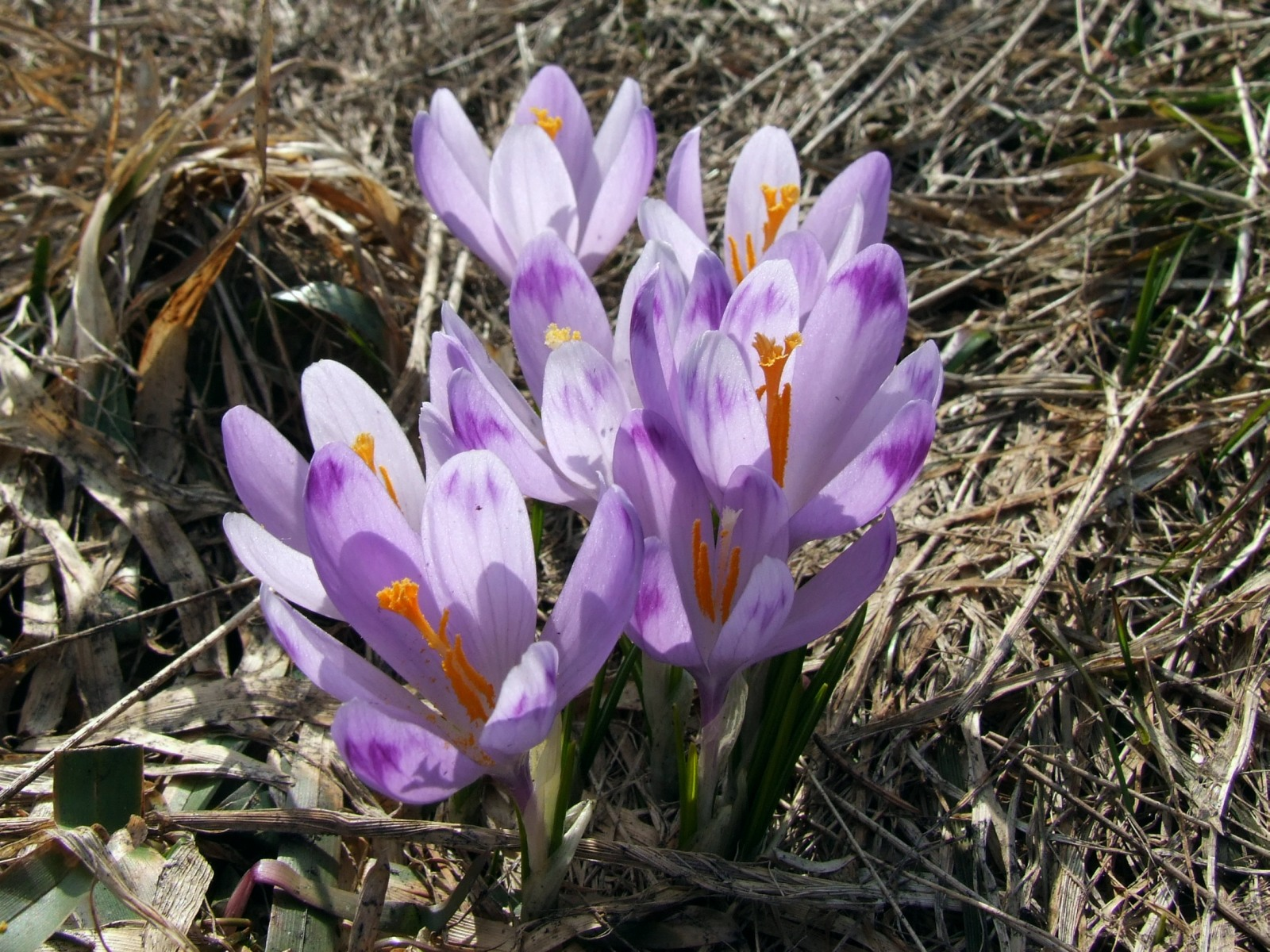
Crocus vernus subsp. vernus
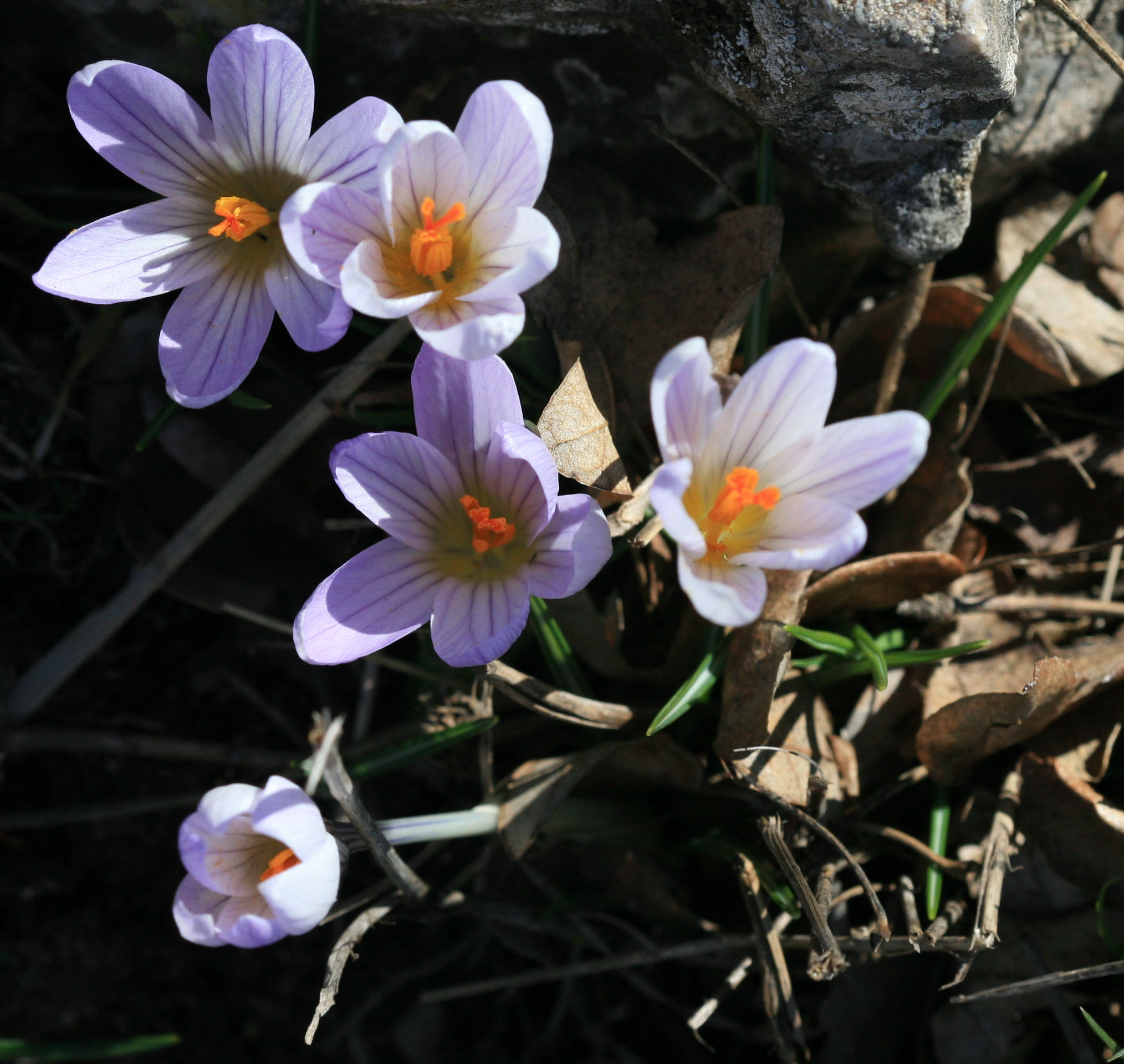
Crocus versicolor

## Quelques espèces rustiques à floraison automnale
Les espèces précoces ont comme le colchique d’automne des fleurs nues ; les feuilles apparaissant au début de l’hiver. Les espèces plus tardives fleurissent parmi les jeunes feuilles.
- Crocus cancellatus Herb., à corme réticulé, est sinon semblable à Crocus speciosus. Les cormes sont vendus sous le nom de Hursinein comme légume racine sur les marchés d'Asie mineure, notamment en Syrie.
- Crocus cartwrightianus Herb. du sud de la Grèce - l'ancêtre présumé de Crocus sativus - dont la sélection 'Albus' est surtout cultivée, est plus florifère que Crocus sativus.
- Crocus goulimyi Turrill du sud de la Grèce à petites fleurs lilas à long tube fleurit en octobre – novembre. Ce n'est certes pas le plus beau crocus d'automne, mais il est gratifiant par sa longue période de floraison.
- Crocus kotschyanus K. Koch (Syn. Crocus zonatus) à fleurs mauve clair à gorge jaune – une espèce à fleur nue d’Asie mineure – fleurit dès la fin septembre et se naturalise facilement. La variété leucopharynx, à gorge blanche, est souvent confondue avec Crocus karduchorum Kotschy ex Maw, une espèce endémique du Kurdistan, qui se caractérise par ses stigmates blancs finement divisés.
- Crocus laevigatus Bory & Chaub. du sud de la Grèce fleurit de fin novembre à début janvier. La sélection 'Fontenayi', a des fleurs lilas pâle à face externe striée de violet. On le surnomme parfois « Crocus de Noël ».
- Crocus ligusticus M.G. Mariotti (Syn. Crocus medius), le crocus de Ligurie des Alpes-Maritimes et de Ligurie, à fleurs violettes avec des stigmates rouges, fleurit en octobre. Les feuilles apparaissent en fin de floraison.
- Crocus longiflorus Raf., le crocus odorant, du sud de l'Italie et de Malte, a des fleurs lilas à gorge orangée et à stigmates rouges.
- Crocus niveus Bowles, une espèce plus délicate du sud de la Grèce, a des fleurs blanches à stigmates rouges.
- Crocus nudiflorus Sm., le crocus d'automne du Massif central, des Pyrénées et des Monts Cantabriques, a des fleurs nues lilas à stigmates orangés en pinceaux. Les cormes de cette espèce forment des rejets ; ce qui fait que cette espèce forme un tapis lâche. Ce crocus est localement naturalisé en Grande-Bretagne[6].
- Crocus ochroleucus Boiss. & Gaill., d'Asie mineure à petites fleurs blanches est une espèce tardive (novembre) très florifère.
- Crocus pulchellus Herb. des Balkans et d'Asie mineure, ressemble à C. speciosus, en plus élancé ; il s'en distingue entre autres par ses anthères blanches ; la variété 'Zephyr' est blanc perlé.
- Crocus serotinus Salisb., très semblable à C. nudiflorus, est à floraison plus tardive, les feuilles apparaissant pendant ou juste après la floraison.
  - subsp. serotinus est endémique du Portugal.
  - subsp. clusii (J.Gay) B.Mathew se rencontre dans l'ouest de la péninsule ibérique.
  - subsp. salzmannii (J.Gay) B.Mathew se rencontre dans le sud de l'Espagne et au nord du Maroc.
- Crocus speciosus M. Bieb. de Crimée et d'Asie mineure, à fleur nue, violacée à anthères jaunes et à stigmates orangés finement divisés, fleurit dès la fin septembre. Il en existe des sélections à fleurs blanches, bleues et violettes. 'Oxonian' a une grande fleur violet foncé.

### Le safran
- Avec sa grande fleur mauve, le Crocus sativus, dont on extrait le safran et qui a besoin de chaleur pour bien fleurir, est un triploïde stérile issu vraisemblablement de Crocus cartwrightianus.

### Un crocus remarquable
- Crocus mathewii H. Kemdorff & E. Pasche, une espèce trouvée en 1994 dans les monts Taurus du sud de la Turquie. Cette espèce à floraison automnale, nommée d’après le spécialiste des crocus Brian Mathew, est remarquable par son périgone blanc à gorge bleue. Cette espèce rare a entre-temps peut-être disparu à l’état sauvage, à la suite d'une récolte exagérée.

### Le crociris
- Crocus banaticus HeuffC. nudiflorus. (Syn. Crocus byzantinus Ker Gawl.), le « Crociris » d'Europe orientale est un cas à part. Les tépales internes étroits sont dressés, les externes larges et renversés ; ce qui le fait ressembler à un iris.

### Autres espèces à floraison automnale

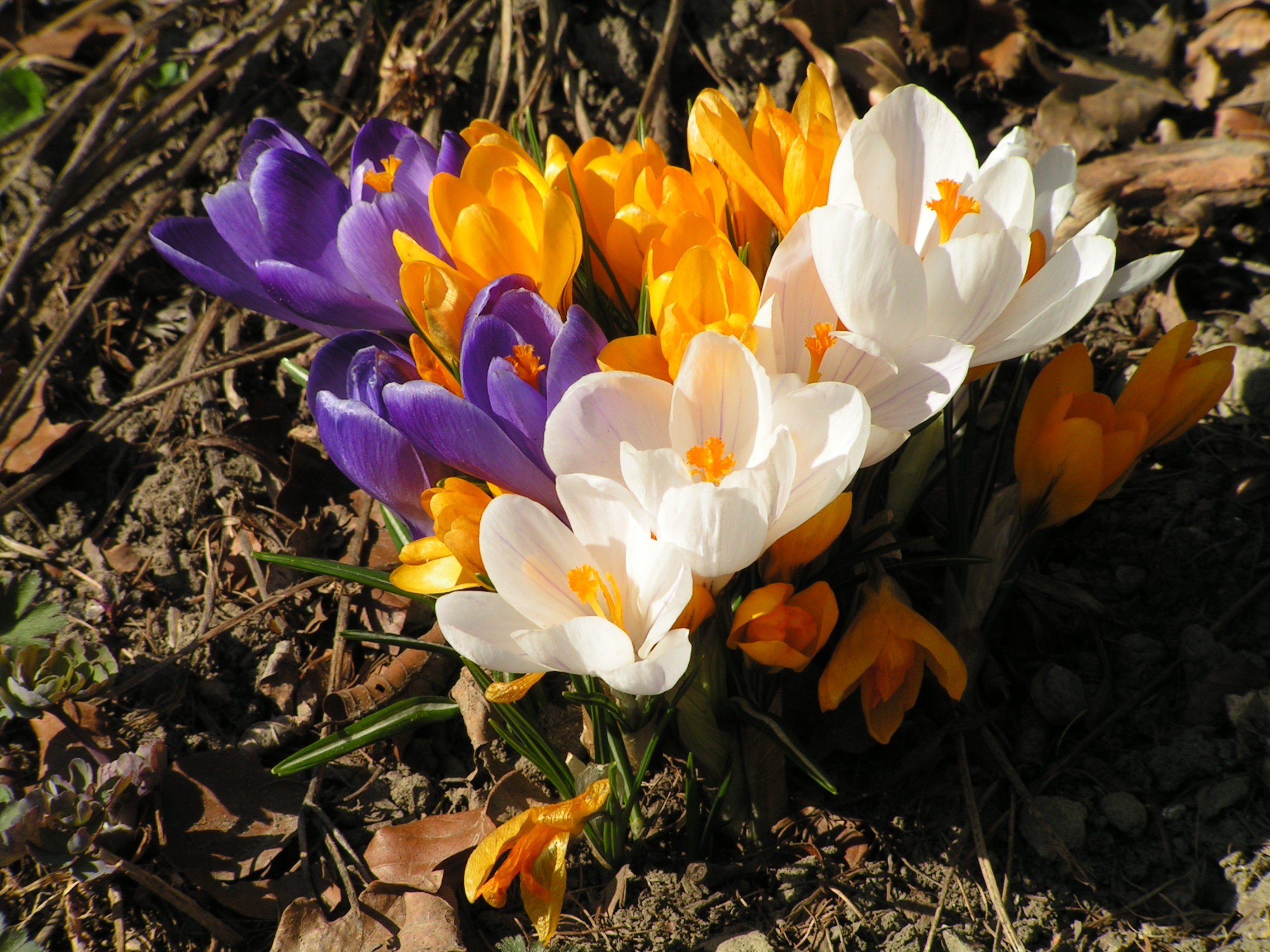
Cultivars de Crocus vernus et de Crocus flavus

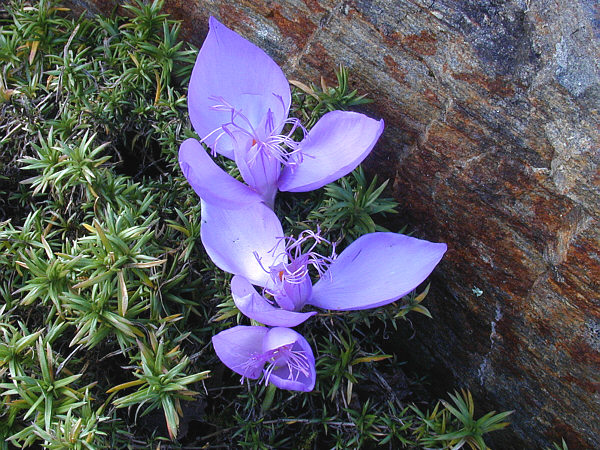
Crocus banaticus
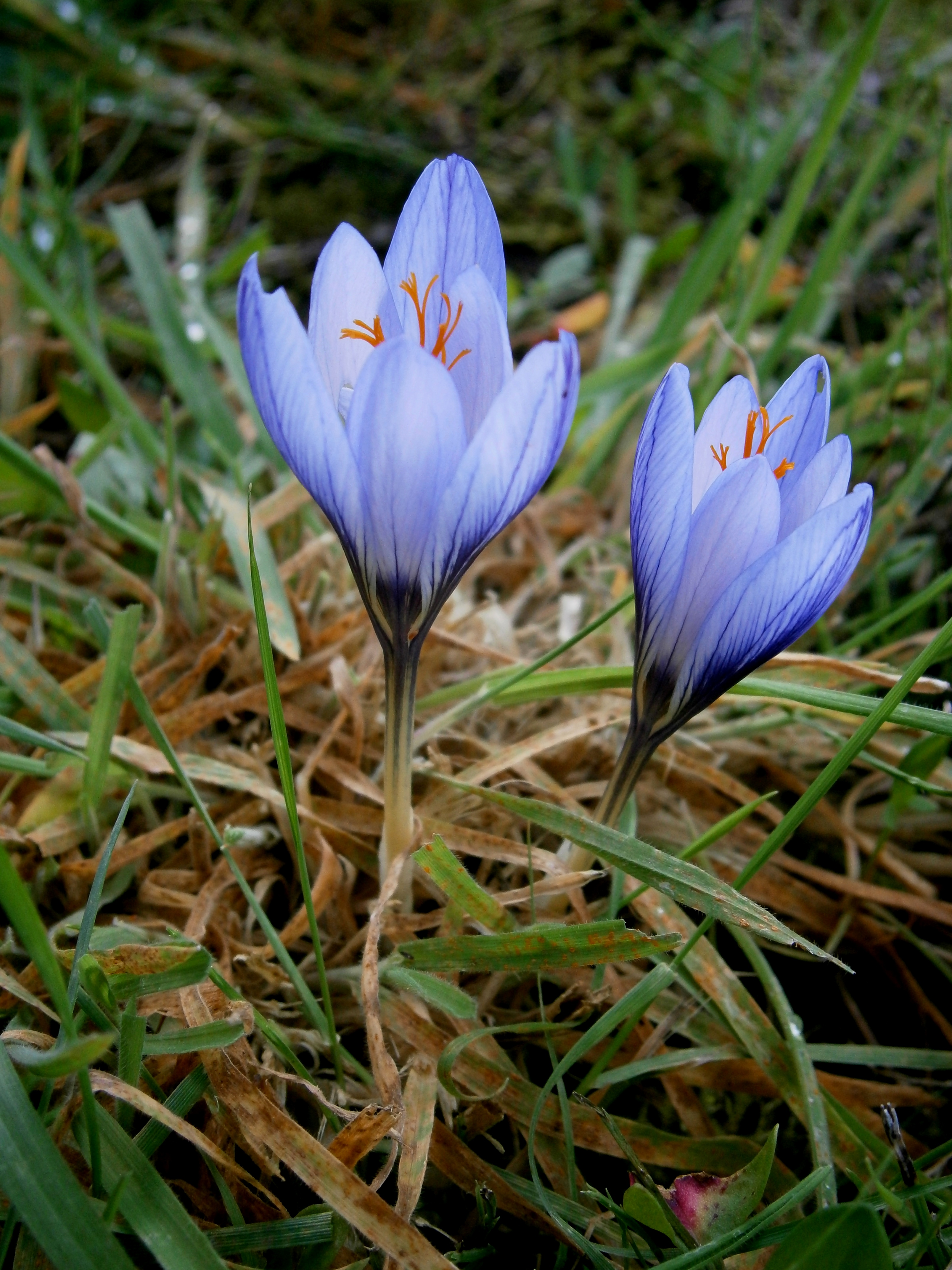
Crocus cancellatus
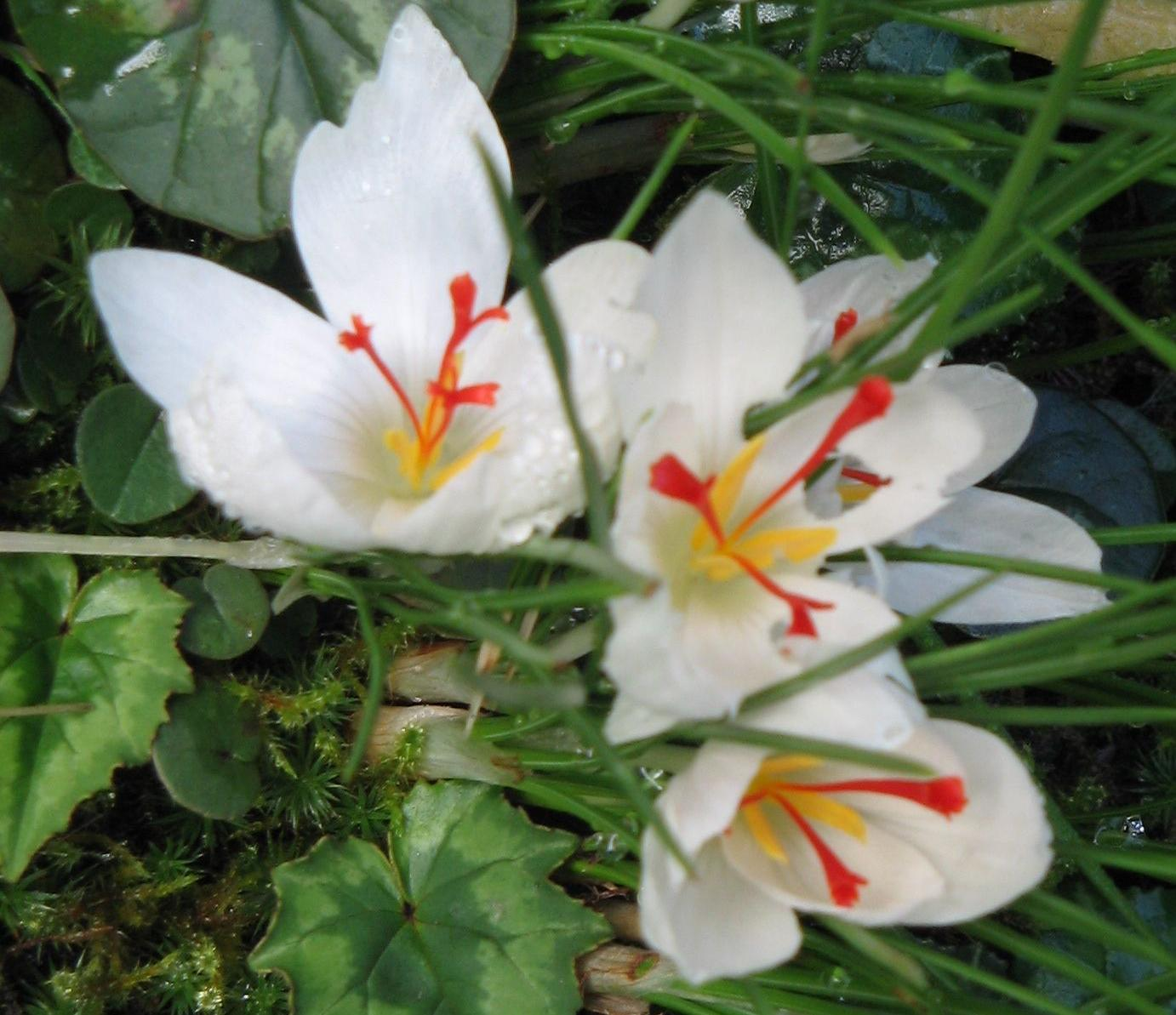
Crocus cartwrightianus 'Albus'
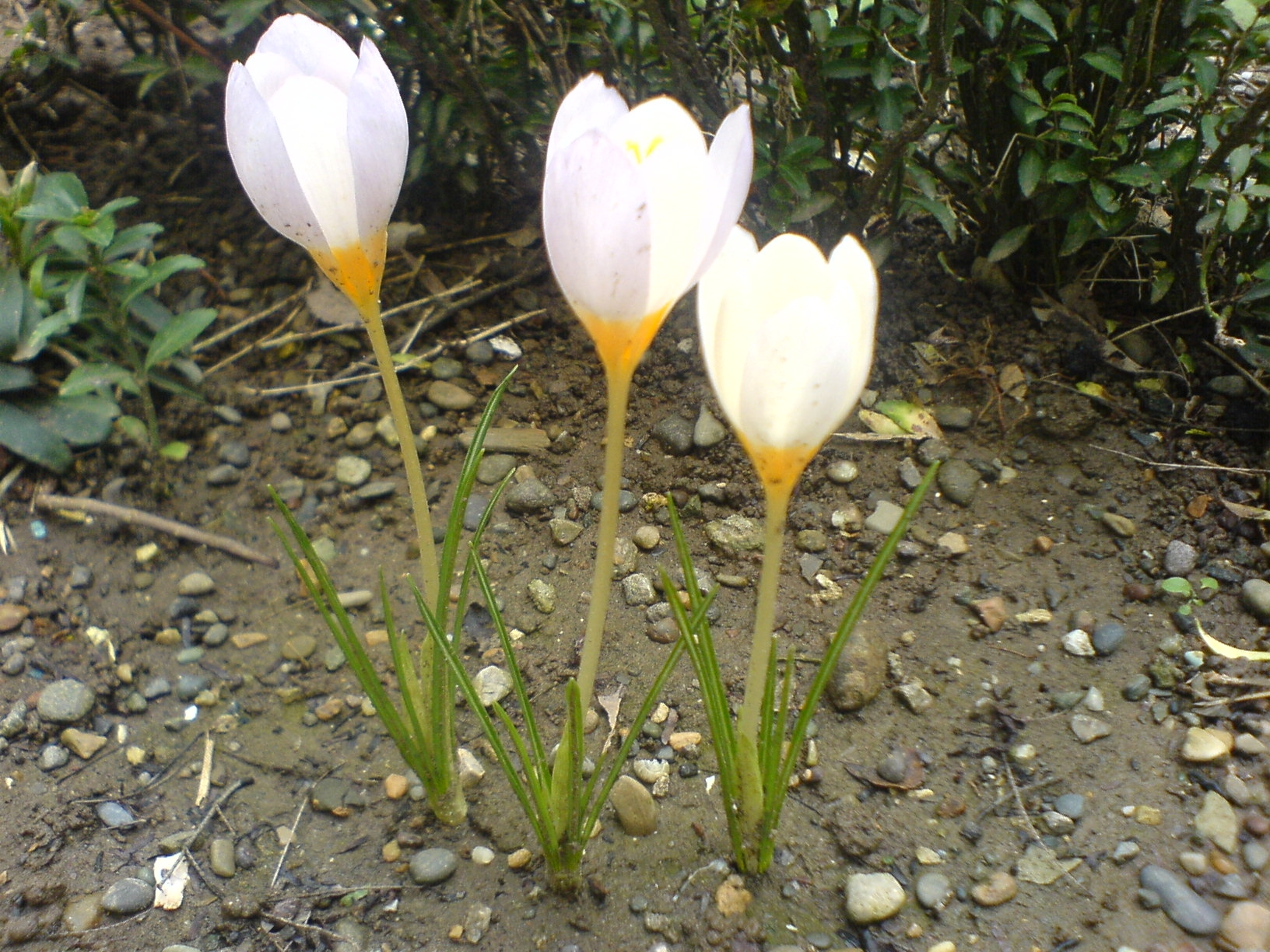
Crocus caspius
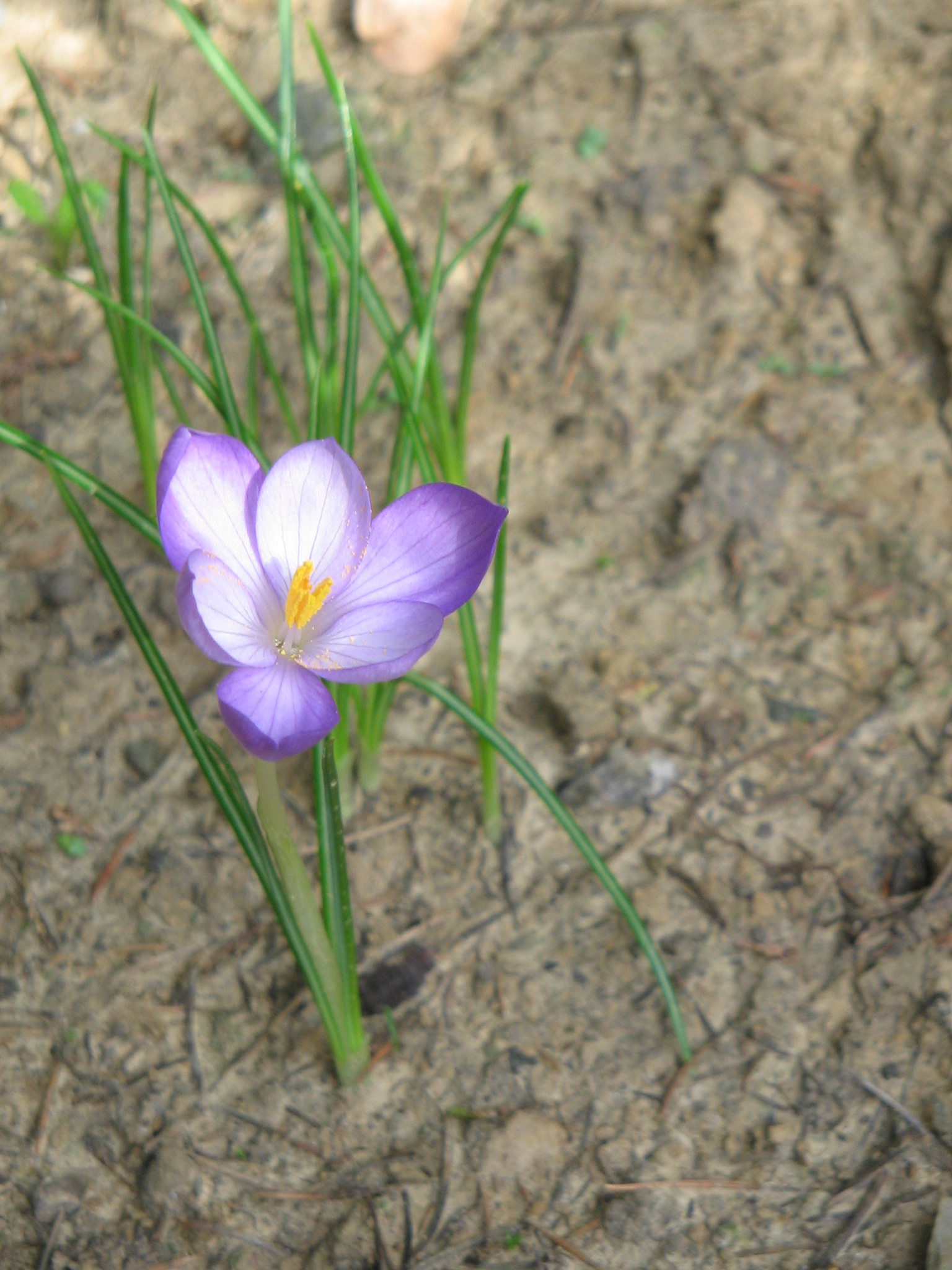
Crocus goulimyi
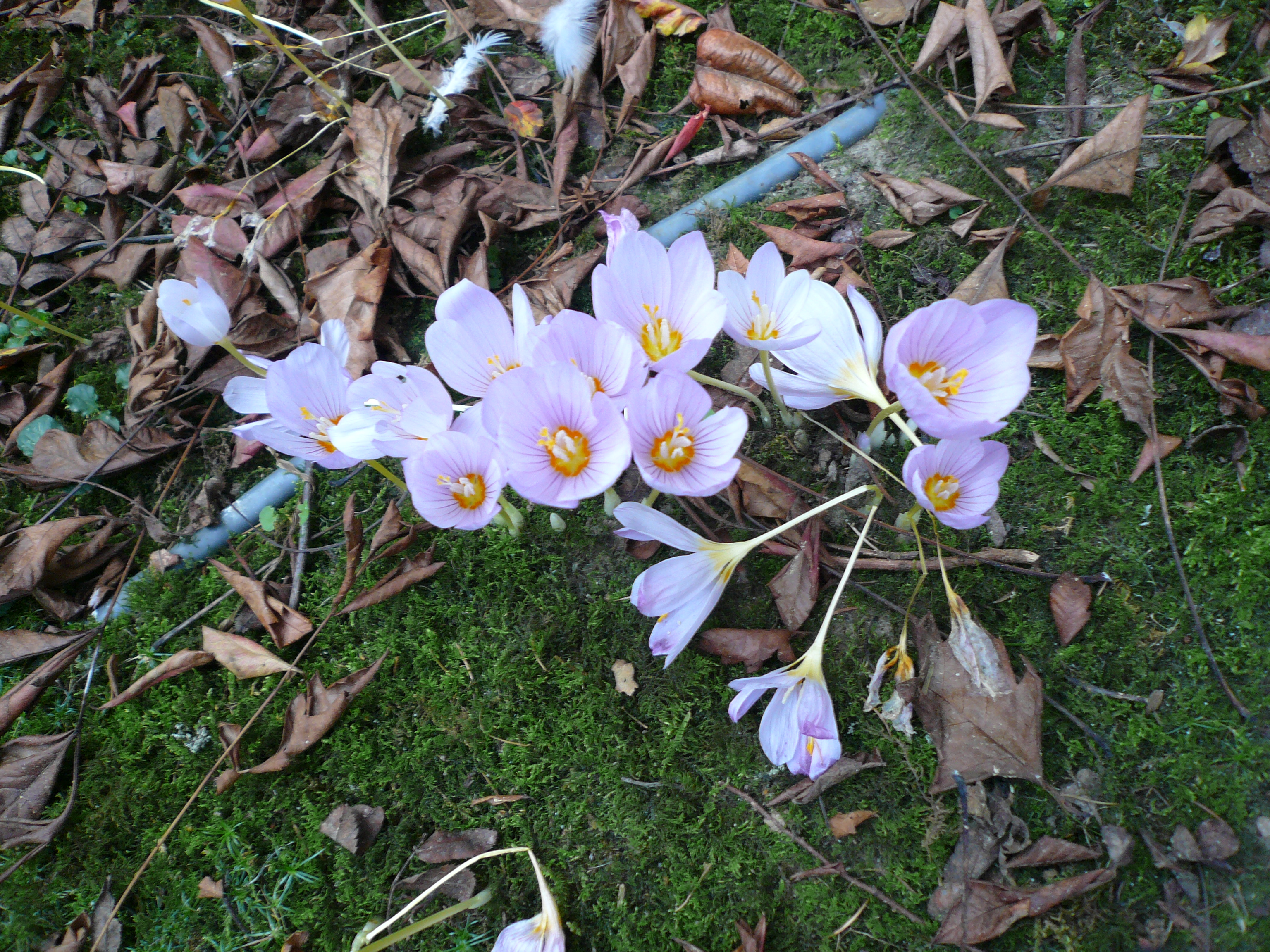
Crocus kotschyanus
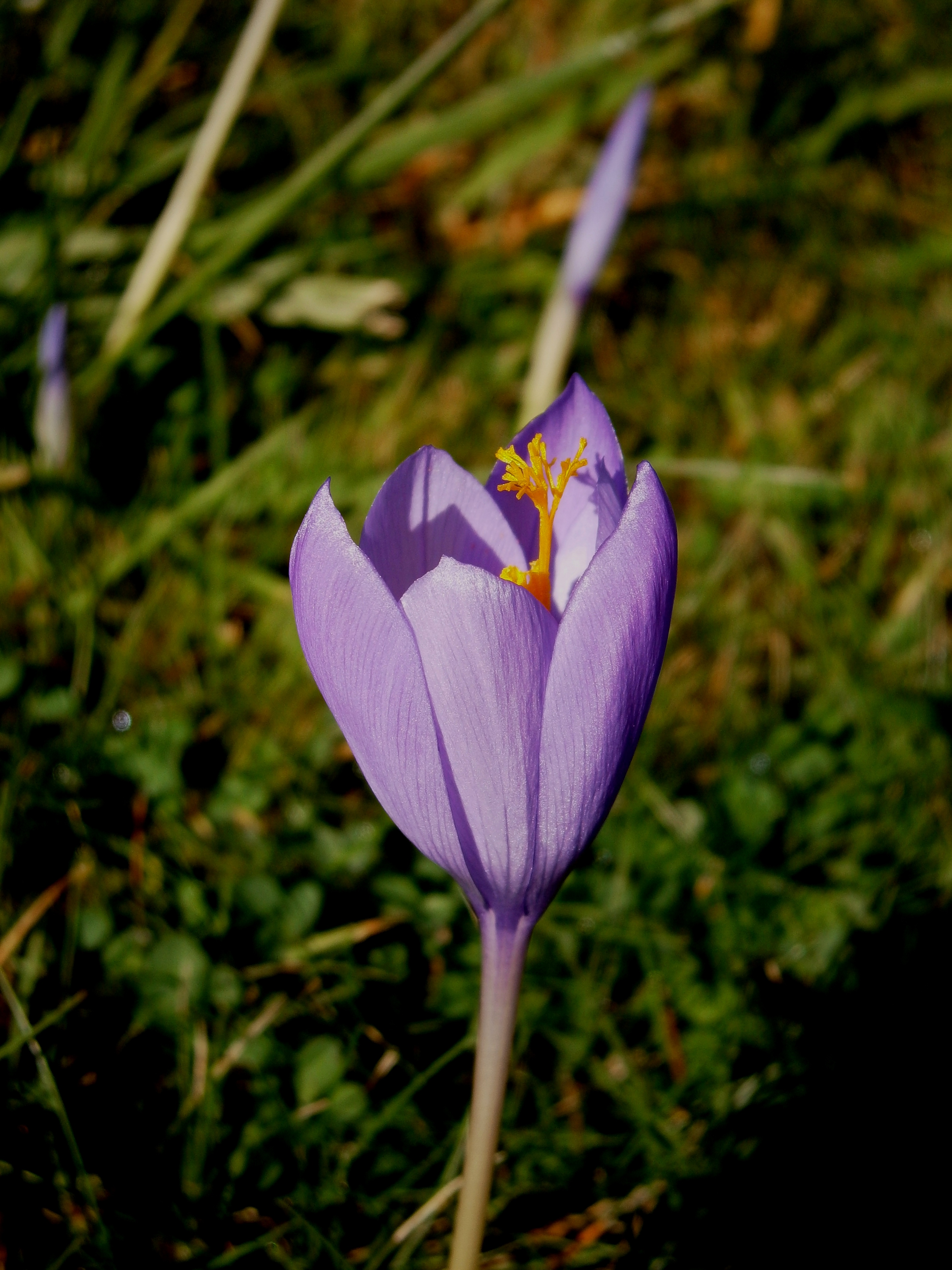
Crocus nudiflorus
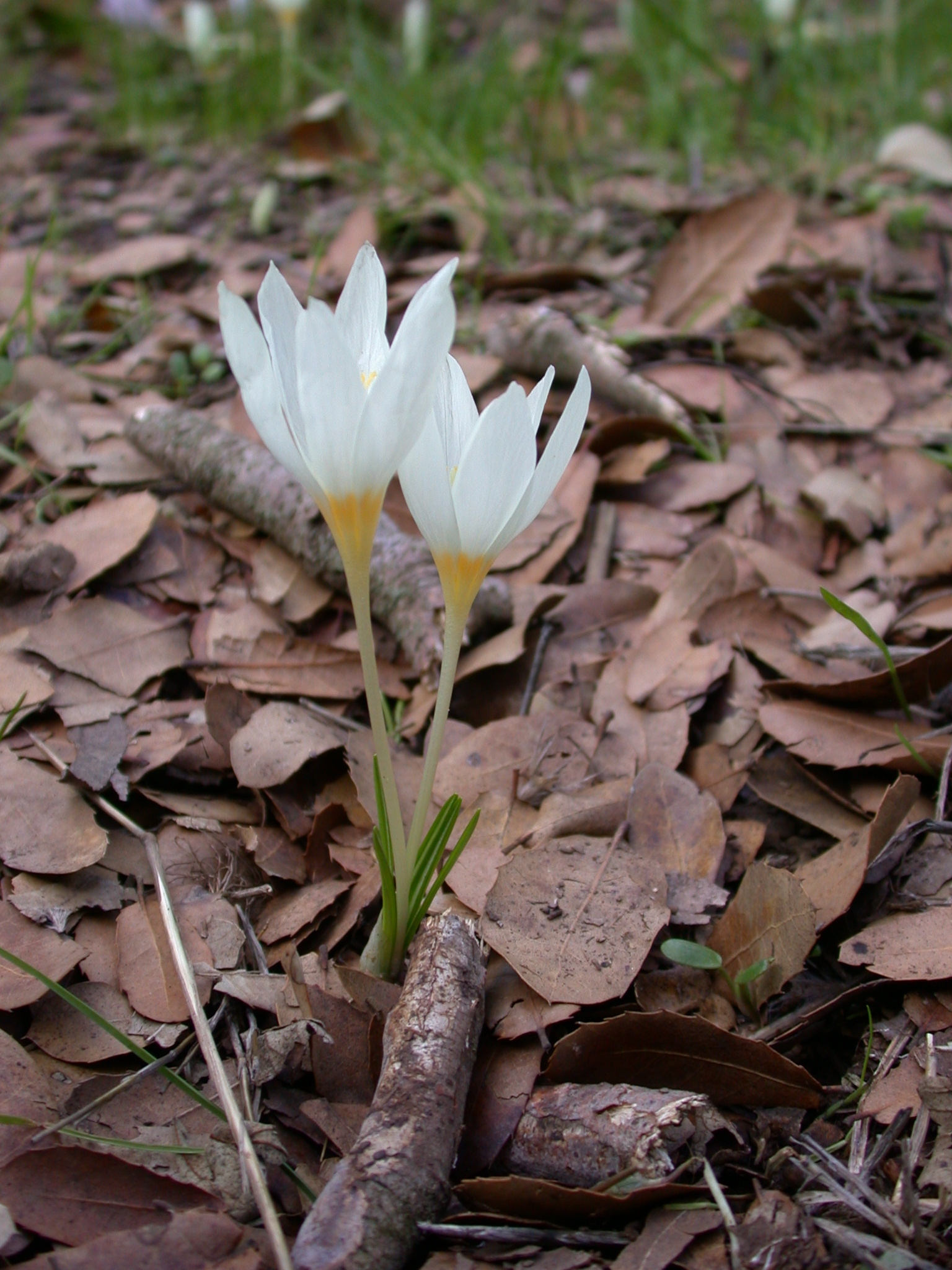
Crocus ochroleucus
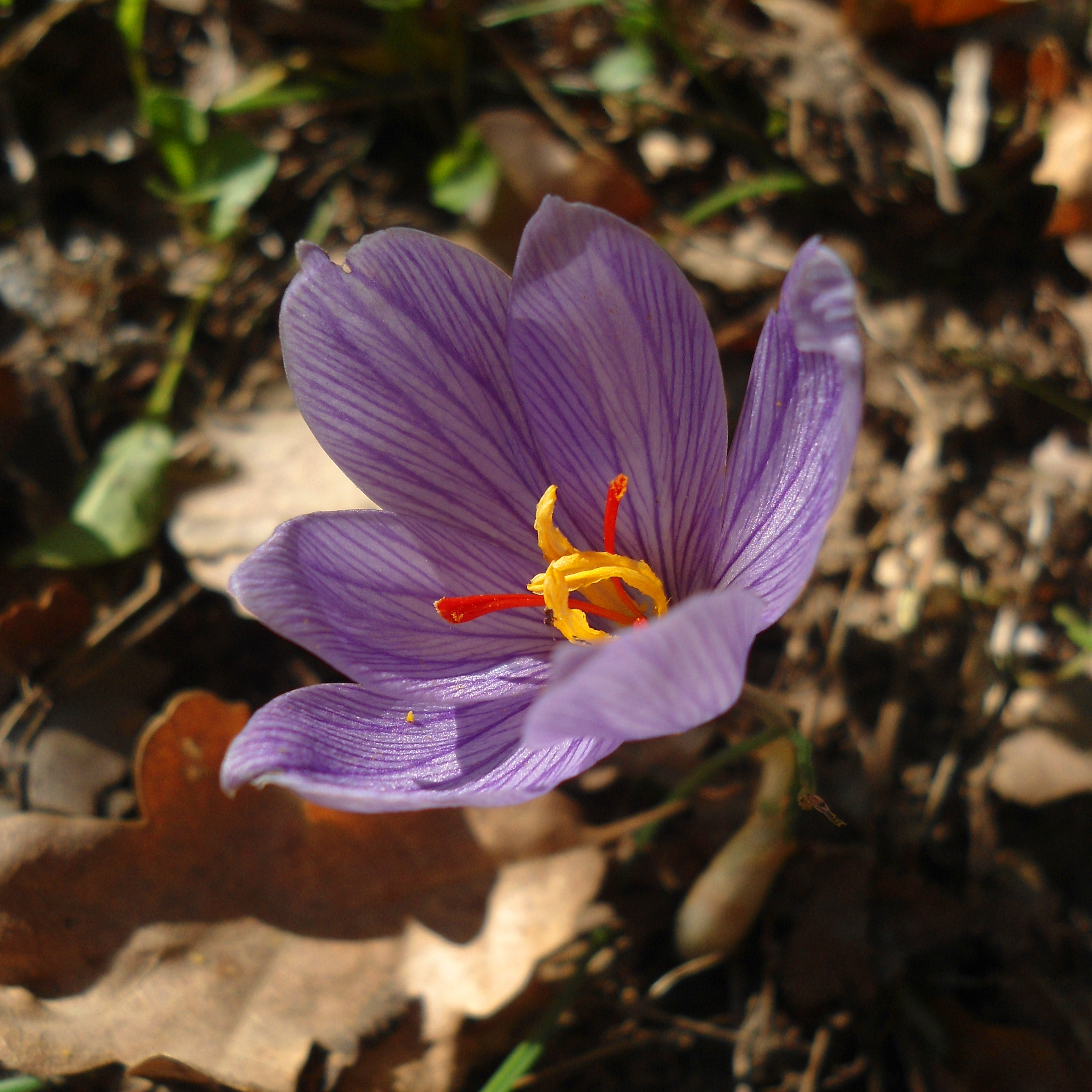
Crocus pallasii
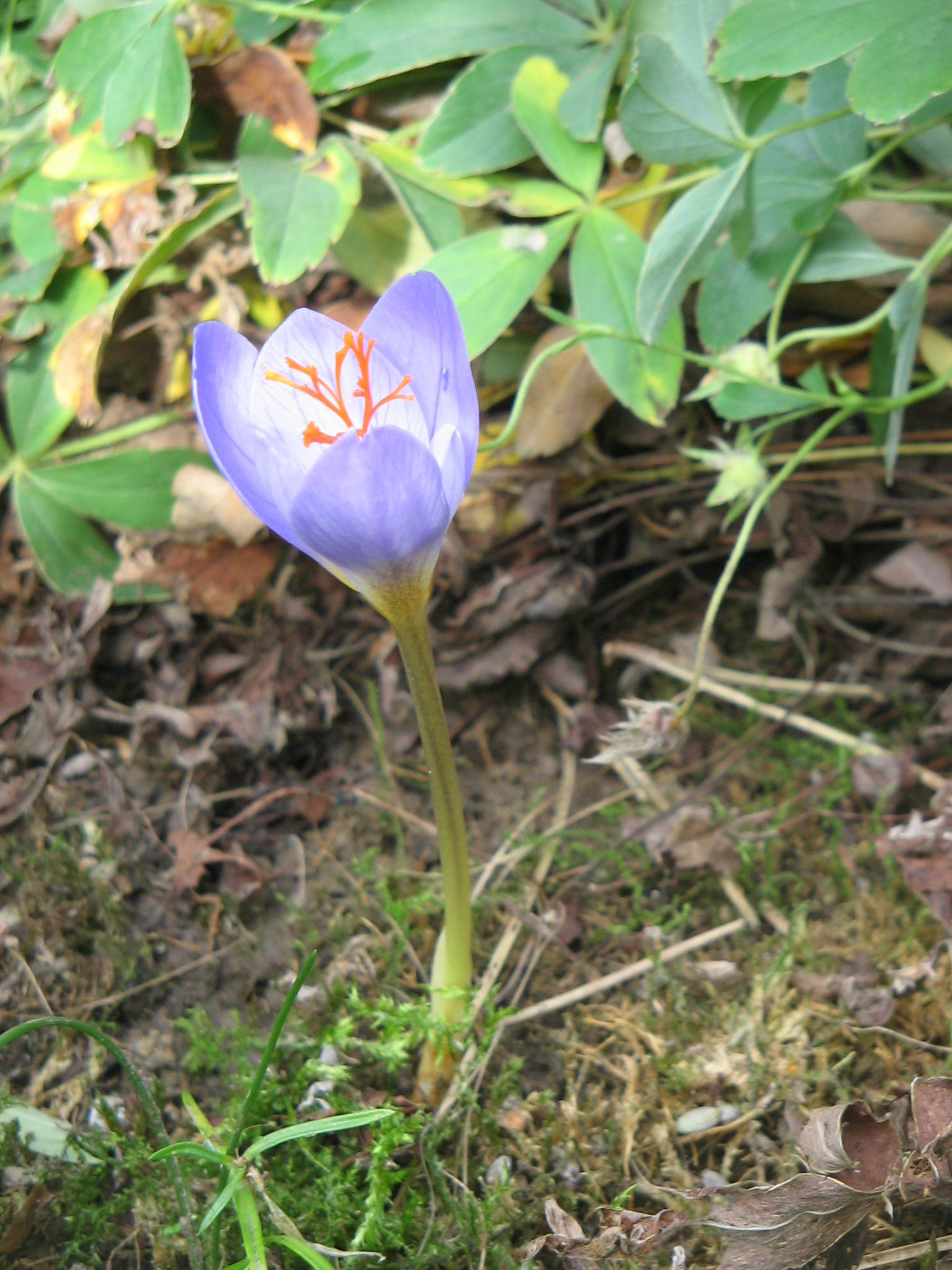
Crocus pulchellus
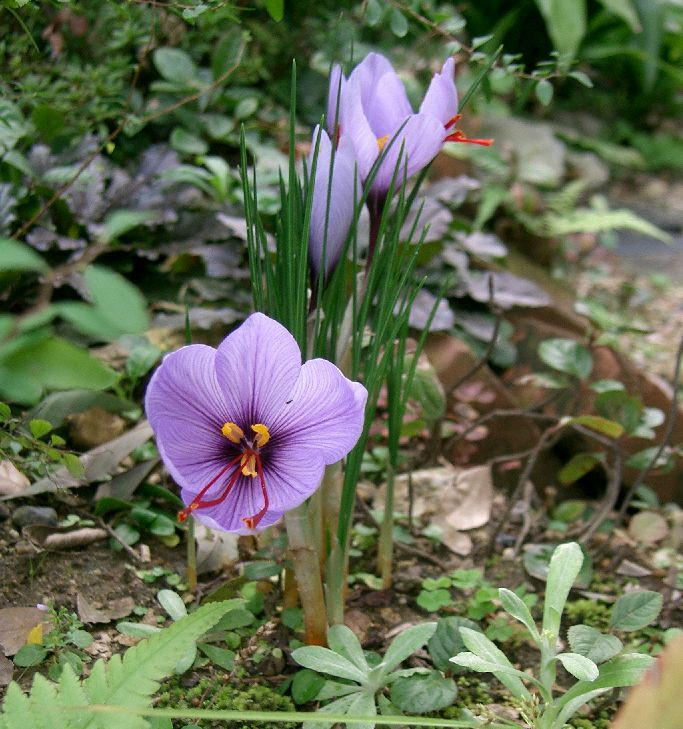
Crocus sativus
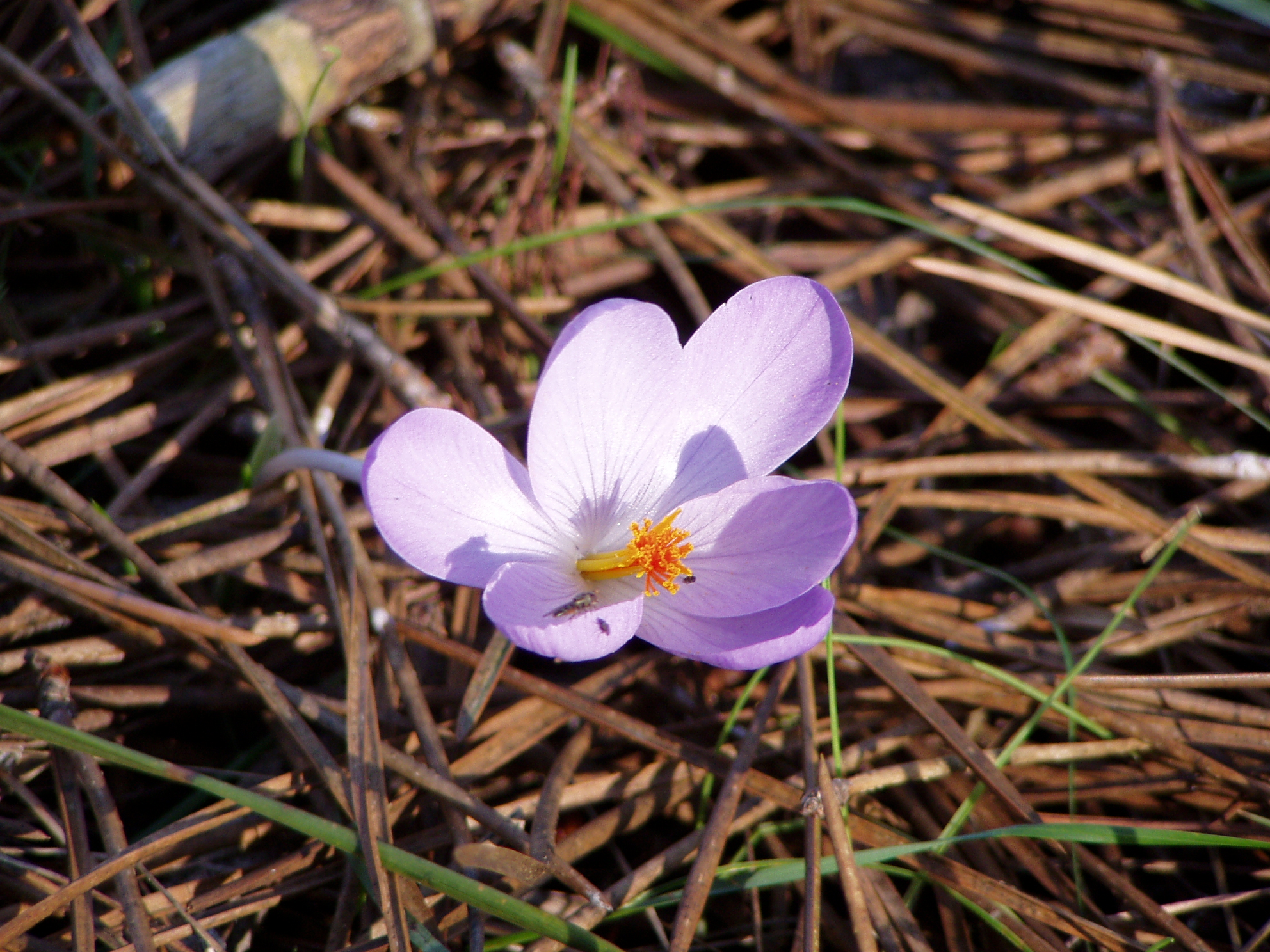
Crocus serotinus subsp. clusii
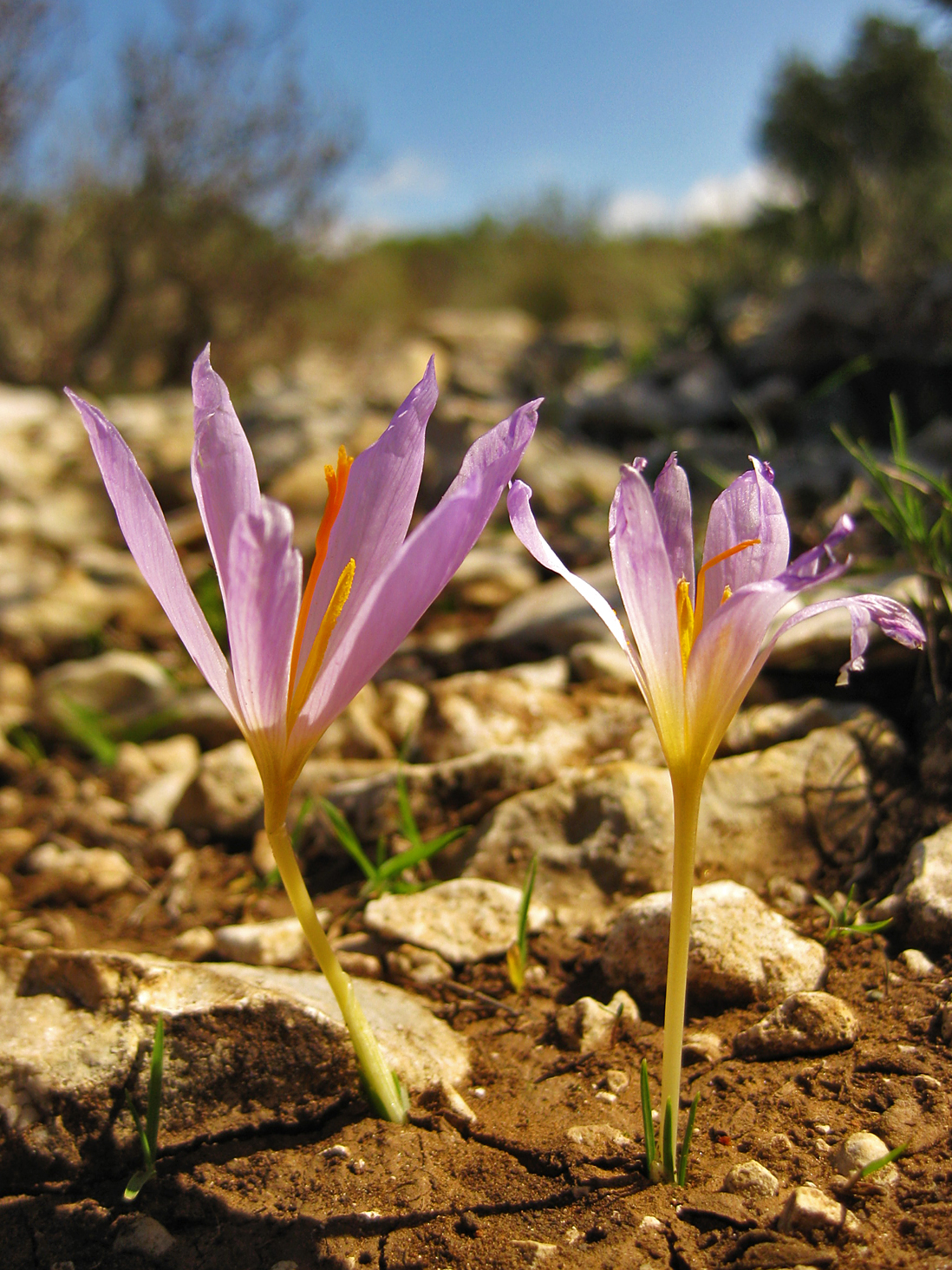
Crocus serotinus subsp. salzmannii
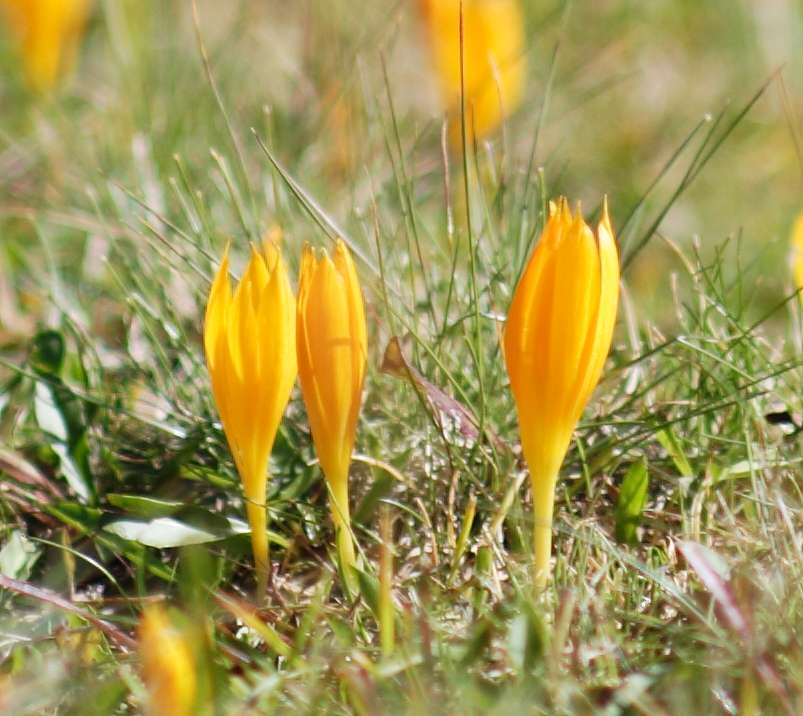
Crocus scharojanii
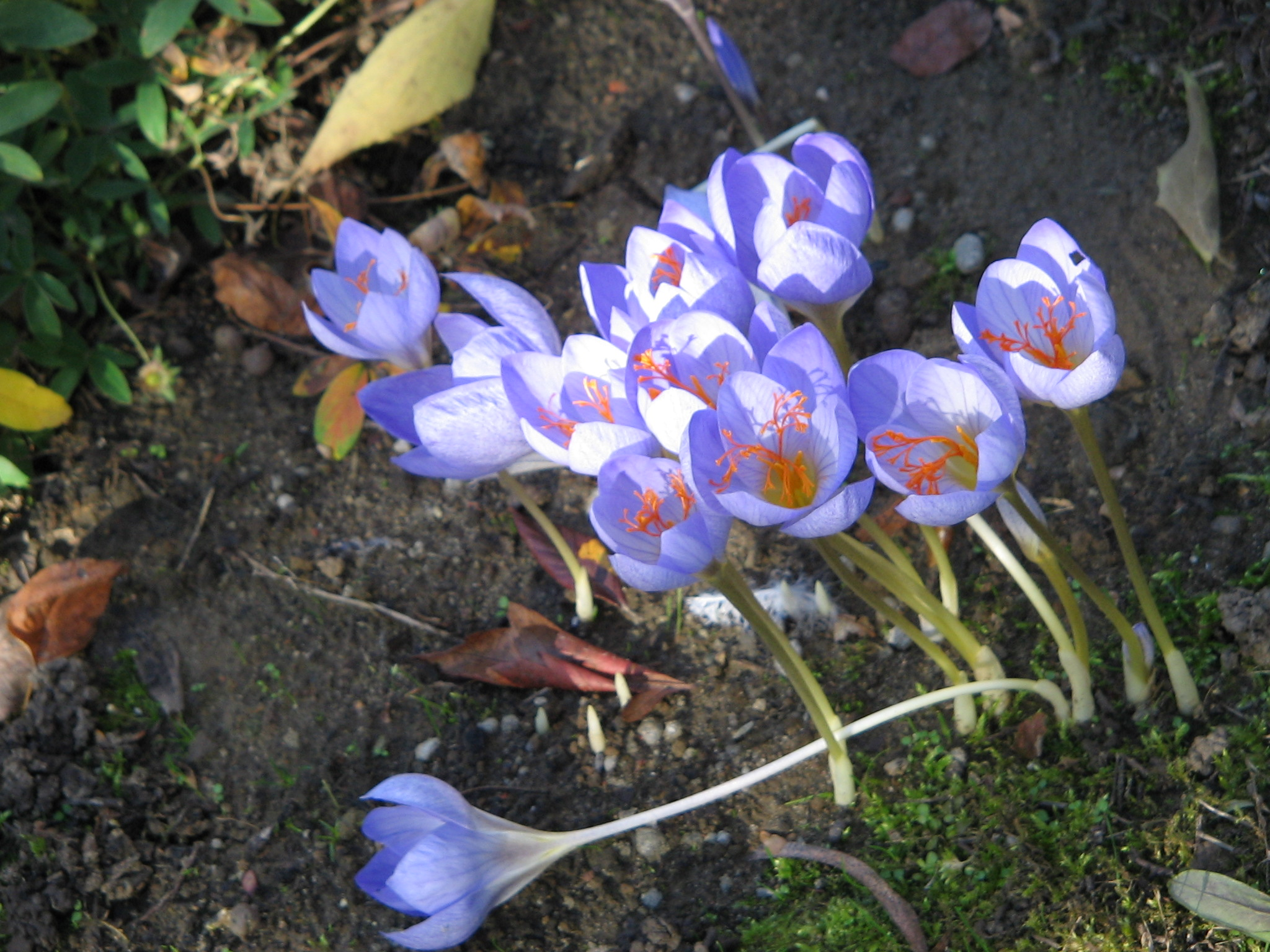
Crocus speciosus
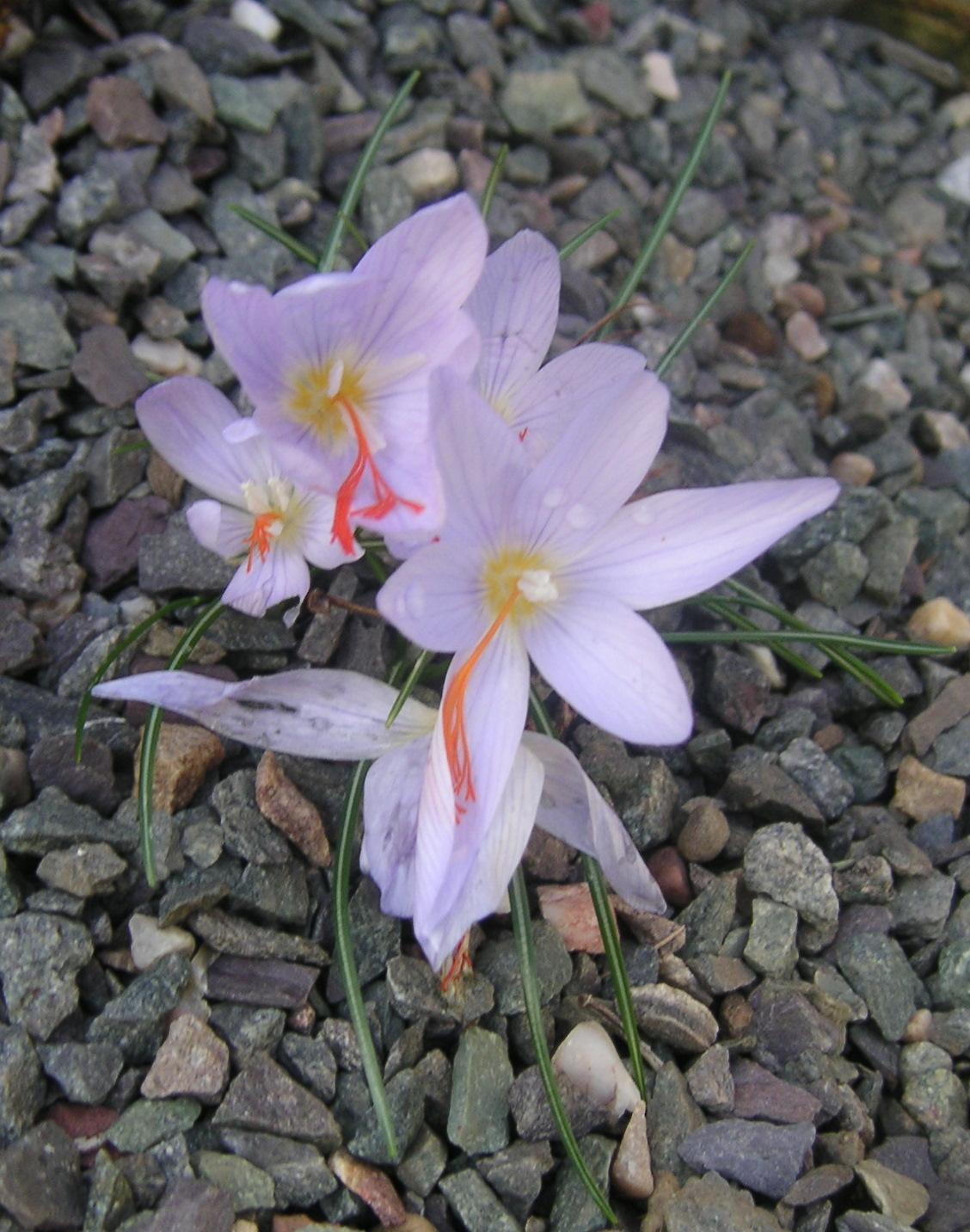
Crocus tournefortii

## Culture
Les cormes des crocus doivent être plantés dans un sol bien perméable en situation ensoleillée ; les crocus d’automne dès la fin juillet, ceux à floraison hivernale et printanière dès le mois de septembre. Leurs pires ennemis sont les mulots et les campagnols qui en sont friands.
Outre les banals crocus de Hollande, issus de sélections de Crocus vernus, le crocus printanier, et de Crocus flavus, et les crocus dits botaniques, obtenus surtout à partir de sélections et d'hybrides de Crocus chrysanthus, les producteurs spécialisés proposent un bon nombre d’autres espèces.
Dans les pays tempérés, il est parfaitement possible d’avoir des crocus en fleur dans un jardin de manière quasi ininterrompue de septembre à avril. Les espèces botaniques et leurs cultivars sont proposés par des producteurs spécialisés.

Certaines variétés supportent les longs hivers nordiques (Scandinavie, Canada), et des espèces printanières (notamment Crocus vernus et Crocus flavus) peuvent y fleurir en mars ou avril, parfois quelques heures seulement après que leur couverture neigeuse a fondu.

## Culture populaire

### Langage des fleurs
Dans le langage des fleurs, le crocus symbolise l'inquiétude.

### Musique
Le crocus a donné son nom au groupe de hard rock suisse Krokus.

## Colchique et crocus
Les fleurs de crocus ressemblent à celles des colchiques mais possèdent seulement trois étamines contre six pour les colchiques.

## Le crocus dans la littérature antique

### Le crocus dans la Bible
Dans la Bible, il y aurait deux allusions au crocus, situées toutes deux dans l'Ancien Testament.
Dans le Cantique des Cantiques, il y aurait une allusion au crocus, peut-être le Crocus sativus ou safran. Certains traduisent Cantique des Cantiques 2.1 ainsi : « Je suis un crocus de la Plaine, un lotus des Vallées. » Plusieurs traducteurs traduisent la première fleur, celle qui est de la plaine ou région du Sharôn en Israël, par "narcisse" (habatseleth en hébreu), mais d'autres considèrent que le crocus pourrait être une meilleure traduction. Michael V. Fox, professeur au département des études hébraïques et sémitiques à la University of Wisconsin-Madison et auteur du livre The Song of Songs and the Ancient Egyptian Love Songs, préfère traduire le terme par "crocus", car c’est le sens du terme akkadien qui y correspond, habassillatu. Dans le passage de Ct 2.1, une jeune femme serait symbolisée par le crocus et une autre fleur, qui diffère elle aussi selon le choix de traduction.
Dans le Livre d'Isaïe, on parlerait aussi du crocus : Le désert et le pays aride se réjouiront ; la solitude s'égaiera, et fleurira comme un crocus. (Isaïe 35.1) Il s'agit ici du même terme que pour le Cantique des Cantiques, habatseleth. Dans ce second passage, le crocus serait un symbole de la bénédiction divine.

### Le crocus dans les mythologies grecque et romaine
Dans la mythologie grecque, on a le récit d’un jeune homme amoureux de la nymphe Smylax, qui ne répondait pas à son amour, et qui fut changé en crocus par les dieux pour apaiser sa peine. D’après l’Iliade, cette fleur formait aussi la couche de Zeus et d’Héra. De plus, Europe, une Phénicienne de haut rang séduite par Zeus métamorphosé taureau, en ayant respiré de sa bouche un crocus de safran. On représentait aussi les dieux et les héros grecs comme portant des vêtements de couleur jaune safran.
Dans la mythologie romaine, on affirme que, sur tous les lieux où s'aimèrent Junon et Jupiter, la semence se répandit sur le sol donnant naissance à un crocus de safran.

## Sources
- Paul Schauenberg, Les plantes bulbeuses, Delachaux & Nestlié, 1964
- Brian Mathew, Crocus : A Revision of the Genus Crocus, Timber Press, 1983.  (ISBN 0-917304-23-3)
- John E Bryan, Bulbs (revised edition), Timber press, 2002 –  (ISBN 0-88192-529-2)
- Réginald Hulhoven, Les bulbes rustiques à floraison automnale, Les Jardins d'Eden, 15: 88-95, 2002
- Dictionnaire Larousse B.R., Le langage emblématique des fleurs, Lib. des villes et des campagnes, Paris, 1922.